# اراک
اَراک () یکی از کلان‌شهرهای غیر رسمی ایران است. این شهر پرجمعیت ترین شهر و مرکز استان مرکزی است. جمعیت اراک در سال ۱۳۹۵ خورشیدی برابر با ۵۲۰٬۹۴۴ نفر بوده که از این نظر قطب جمعیتی استان مرکزی و هجدهمین شهر پرجمعیت ایران به‌حساب می‌آید.
از سده دوم اسلامی ناحیه میان همدان، ری و اصفهان عراق نامیده شد که سپس برای تمایز با عراق عرب آن را عراق عجم نامیدند. عَراق، معرب اراک است. اراک نسبت به بسیاری از شهرهای ایران، شهر جوانی محسوب می‌شود. این شهر در دوران قاجار بنیان گذاشته شده و کمی بیش از دو سده قدمت دارد. نام شهر که ابتدا قلعه‌ای نظامی در کنار روستای کرهرود بود قلعه سلطان‌آباد، بعد سلطان‌آباد عراق و در سال ۱۳۱۶ خورشیدی به اراک تغییر نام داد. بانی شهر اراک یوسف‌خان گرجی معروف به سپهدار بود که شهر را در طول چند سال و با هزینه ۲۰۰٬۰۰۰ تومان ساخت. در شهر جدید تمامی تأسیسات شهری از قبیل قنات، حمام، آب‌انبار، مسجد، مدرسه، سقاخانه، بازار و ارگ حکومتی ساخته شد. با رونق‌گیری اقتصاد شهر و عبور راه‌آهن سراسری از شهر، مهاجرت به شهر افزایش یافت.
شهر اراک دارای زمستان‌های سرد و مرطوب و تابستان‌های گرم و خشک است و کوه‌های اطراف شهر، تالاب میقان و دشت فراهان، بر آب و هوای آن تأثیر می‌گذارند. شهر در میان پایکوه‌های داخلی رشته‌کوه زاگرس قرار دارد و  ازجمله شهرهای امن از نظر لرزه‌خیزی است که احتمال وقوع زلزله بالای ۵ ریشتر در آن بسیار ضعیف است. مردم شهر اراک عمدتاً مسلمان و پیرو مذهب شیعه هستند، اما اقلیتی از مسیحی و بهائی نیز وجود دارند. زبان مردم، فارسی با لهجه اراکی است.
اراک از شهرهای صنعتی ایران است که از لحاظ گوناگونی محصولات صنعتی، نخستین، از لحاظ وجود صنایع مادر، دومین و به‌طور کلی یکی از چهار قطب صنعتی کشور محسوب می‌شود. این شهر به واسطه وجود صنایع مادر، تولید ۸۰٪ تجهیزات انرژی کشور، وجود بزرگ‌ترین کارخانه تولیدکننده آلومینیوم کشور، بزرگ‌ترین ماشین‌سازی کشور، بزرگ‌ترین واگن‌سازی و لوکوموتیوسازی خاورمیانه، بزرگ‌ترین کمباین‌سازی خاورمیانه، بزرگ‌ترین تولیدکننده ماشین‌آلات سنگین در خاورمیانه، بزرگ‌ترین تولیدکننده جرثقیل در خاورمیانه، مدرن‌ترین پالایشگاه نفت کشور و بزرگ‌ترین شرکت املاح معدنی کشور، به‌عنوان «پایتخت صنعتی ایران» شناخته شده است و به همین دلیل یکی از آلوده‌ترین شهرهای ایران است. طرح جامع کاهش آلودگی هوای اراک  ازجمله طرح‌های ملی است که برای کاهش آلودگی شهر به تصویب رسید، اما اجرای ضعیف آن پس از چند سال باعث شد تا مردم اراک، در سال ۱۳۹۲ خورشیدی به مدت ۱۸ هفته تجمعات اعتراضی نسبت به وضع موجود برپا کنند. ترافیک و گرانی مسکن  ازجمله مشکلات دیگر این شهر است.
از لحاظ گردشگری، قدمت بیشتر بناهای تاریخی اراک به دوره قاجار (فتحعلی شاه) بازمی‌گردد. از مهم‌ترین صنایع دستی شهر، قالی اراک است که در گذشته اهمیت و اعتبار فراوانی داشته است و رقیب قالی کرمان بود.

## نام‌گذاری

قسمتی از روزنامه وقایع اتفاقیه که سندی برای نام قدیم شهر اراک است.

از سده دوم اسلامی ناحیه میان همدان، ری و اصفهان، عراق نامیده می‌شد که بعدها برای تمایز با عراق عرب آن را عراق عجم نامیدند. عَراق، معرب اراک است. تاریخ بنیان اراک به دو سده پیش و به دوران قاجار بازمی‌گردد. در آن زمان شهر به نام قلعه سلطان‌آباد خوانده می‌شد. علت نام‌گذاری این بود که شهر به دستور فتحعلی‌شاه قاجار ساخته شد. نام شهر بعدها به سلطان‌آباد، سپس به سلطان‌آباد عراق و در سال ۱۳۱۶ خورشیدی به اراک مبدل گشت.
سعید نفیسی نظر می‌دهد که چون می‌خواستند نام قدیم را زنده کنند، نام شهر عراق را به اراک تبدیل نمودند. هرتسفلد محقق آلمانی شکل فارسی اراک را به معنی سرزمین هموار می‌داند.
برای واژه «اراک» معانی گوناگونی ذکر گردیده است که شماری از آن‌ها عبارت‌اند از: پایتخت، باغستان، نخلستان و شهرستان. برخی افراد واژه «اراک» را برگرفته از ایراک که معرب آن کلمه عراق است، دانسته‌اند، زیرا در دوره‌های باستان به مرکز فلات ایران، ایرانستان و ایرانک گفته می‌شد و در دوره اسلامی و به ویژه از سده یازدهم میلادی جغرافی‌نویسان مسلمان، منطقه یا سرزمین اراک را به صورت عربی شده آن، یعنی عراق تبدیل کردند. ولایت اراک منطقه وسیعی را شامل می‌شد. در دوره رضاشاه نام قدیمی را برگرداندند، امّا این نام تنها به بخش سلطان آباد اطلاق شد. حدود ۷۰۰ سال ادبیات فارسی تحت تأثیر تلفظ عربی بود که در آن حروف پ، ژ، گ، ک، چ و… حذف و دگرگون می‌شد.

## تاریخچه

### پیش از ساخت شهر
پیش از ساخت شهر در جای کنونی و در پیرامون آن چند ده وجود داشت، در جنوب شهر ده قلعه و قلعه‌نو و در غرب شهر ده حصار بود که برای ساخت شهر ویران شدند. در جای کنونی شهر دهی بنام دستگرده بوده است که از آثار آن قناتی باقی‌مانده که به «قنات ده» شناخته شده است.

### علت شکل‌گیری شهر

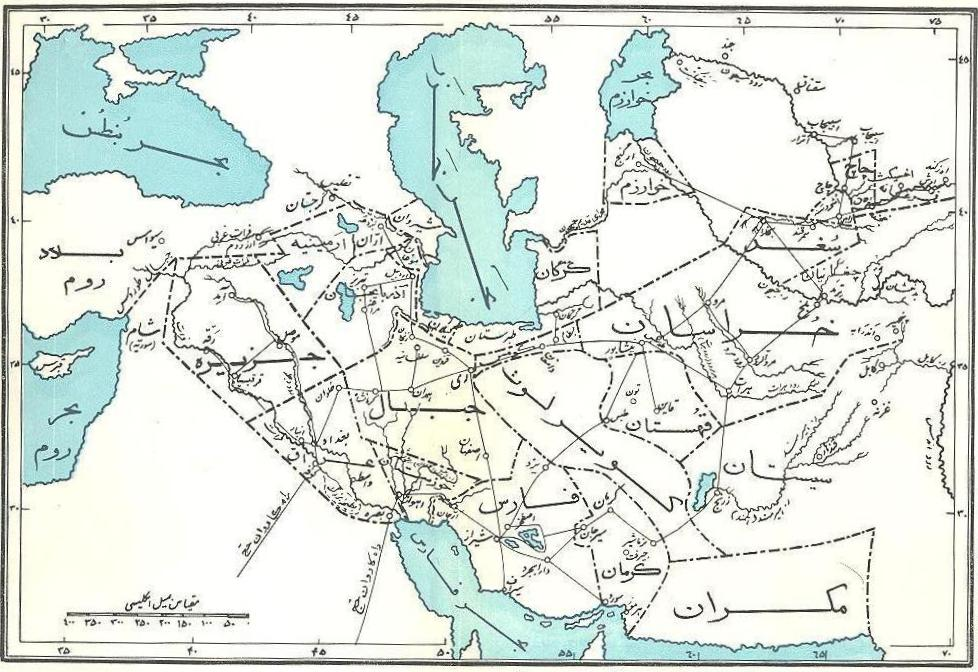
حدود جبال در خلافت عباسی، منطقه‌ای که اکنون اراک در آن جای دارد

شهر اراک را تا پیش از سال ۱۳۱۷ خورشیدی، عَراق و پیش از آن سلطان‌آباد می‌گفتند. بانی شهر یوسف‌خان گرجی (معروف به سپهدار عراق) بود. بر پایه روایت‌ها، پیش از ساخت شهر، در محل آن هشت یا ده قلعه به نام‌های خان باباخان، حصار، ده‌کهنه، مرادآباد، آقا سمیع، سلیم، نو و قادر وجود داشت و مردمان قلعه‌ها همیشه  درحال درگیری با یکدیگر بودند، یوسف‌خان از درگیری‌های قلعه‌ها شرح حالی به فتحعلی‌شاه قاجار نوشت. وی دستور ویران کردن قلعه‌ها و ساخت شهری جدید را از شاه دریافت کرد.
در آن زمان در این ناحیه دو طایفه نیرومند ساکن بودند، خان‌های فراهان که در بخش فراهان کنونی ساکن بودند و خان‌های کَزّاز که در بخش زالیان کنونی ساکن بودند. هر دو طایفه پس از آگاه شدن از تصمیم احداث شهر تازه (قلعه نظامی)، کوشش نمودند حکومت مرکزی را قانع کنند که شهر را در منطقه مسکونی آن‌ها بنا نهد که هرکدام به دلایلی کامیاب نشدند. سرانجام یوسف‌خان گرجی تصمیم می‌گیرد که شهر را در محل کنونی که واپسین نقطه قلمرو فراهان و نخستین نقطه قلمرو کزاز بود بنا نهد تا از بروز اختلاف و درگیری پیشگیری شود.
یوسف‌خان که شهرهای گرجستان و قفقاز را دیده بود، کوشش کرد شهری مرتب و منظم بنا کند که همگی کوچه‌ها در فواصل معین یکدیگر را قطع کنند و پهنای همه آن‌ها ۶ ذرع محاسبه شده بود. همچنین بازار شهر در میانه آن گماشته شد که برای عموم مردم دردسترس قرار گیرد.

### شکل ساخت شهر

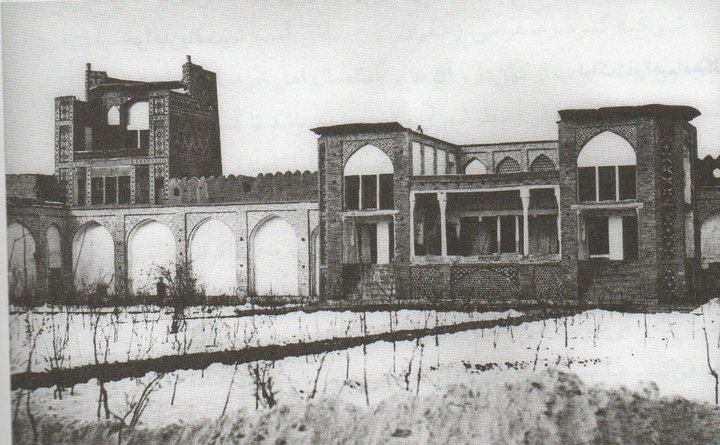
تصویر قدیمی از ارگ حکومتی و برج شیشه

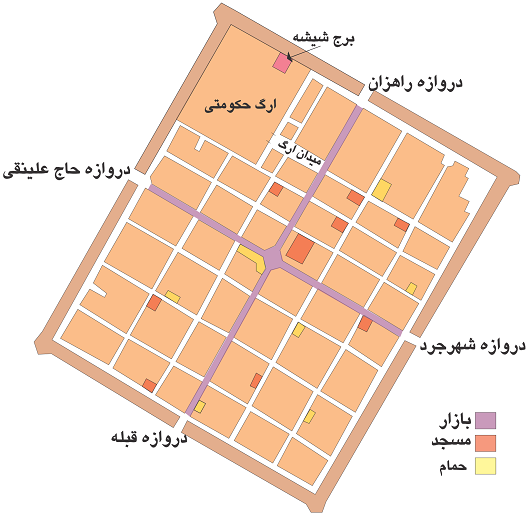
نقشه قلعه سلطان‌آباد (بازسازی از نقشه تهیه شده توسط پروسکوریاکف و اوکرانوویچ در سال ۱۸۵۱ میلادی)

یک نگاره قدیمی از ارگ سلطان‌آباد

بنای شهر اندیشیده شده مشتمل بر بنای ارگ حکومتی شامل همه اداره‌های آن روز، مدرسه‌ها، شمار فراوانی مسجد، حمام، کوچه، خانه‌های مسکونی، بازار، برج و بارو و همه تأسیسات شهری بود.
برای ساخت شهر ابتدا یک رشته قنات در خارج از محل شهر و از جنوب به شمال حفر شد که مظهر آن در جلوی دروازه جنوب شهر (دروازه قبله) قرار داشت و از آنجا سه قسمت می‌شد، یک قسمت برای شهروندان شرق شهر، یک قسمت برای شهروندان غرب و قسمت سوم به ارگ دولتی اختصاص می‌یافت. دیوارهای شهر برای دفاع به شکل برج و بارو و در یک مستطیل به طول ۸۰۰ متر و به عرض ۶۰۰ متر ساخته شد و دور آن به عرض ۸ متر خندقی حفر شد. در چهار سوی دیوارهای شهر، دروازه‌هایی نصب شد. شکل مستطیل شهر به گونه‌ای طراحی شده بود که جهت شهر به سمت قبله باشد. دلیل این امر استفاده خانه‌ها از نور خورشید در زمستان و خنک بودن منازل در تابستان بود. عرض شهر به ۶ قسمت و طول آن به ۸ قسمت مساوی (به شکل شطرنجی) تقسیم شد و از میان هر قسمت کوچه‌ای ۵ متری عبور می‌کرد. کوچه‌های میانی طول و عرض شهر به بازار اختصاص یافت که در طول ۴ بازار سقف زده شد. در قسمت شمال شهر ساختمان اداری ارگ حکومتی ساخته شد و همه امکانات رفاهی مانند حمام، آب‌انبار، مسجد، مدرسه و سقاخانه در همه نقاط شهر احداث شد. در قدیم فضای سبز شهر بسیار بود، طوری‌که در پشت دیوار شهر تا شعاع چند کیلومتری باغ‌های انگور و تره‌بار وجود داشت.
به‌دلیل اینکه بانی شهر بیشتر وقت خود را در جبهه‌های جنگ ایران و عثمانی و روس بود، ساخت شهر به صورت یکباره نبوده حدود چندین سال طول کشید تا شکل شهر کامل شود.
در کتیبه بنای عمارت نظمیه، تاریخ ساخت ۱۲۲۷ قمری و در کتیبه راهروی ارگ حکومتی تاریخ اتمام بنا سال ۱۲۲۸ قمری ذکر شده بود (این دو بنا در سال ۱۳۰۸ خورشیدی تخریب شد). از نوشته‌های تاریخی چنین استنباط می‌گردد که ساخت شهر میان سال‌های ۱۲۲۷ تا ۱۲۳۱ قمری بوده است.
تاریخ اتمام بنای شهر طبق سنگ نوشته سردر بازار تاریخی و جلوی مدرسه سپهداری که هردو از میان رفته‌اند مصراع دوم شعر زیر است که به حساب جمل برابر با ۱۲۳۱ قمری (۱۸۰۸ میلادی) می‌باشد:
| به دور سلطان صاحبقران و عهد امید |  | نمود یوسف ثانی بنای مصر جدید |

بنابر نوشته‌های تاریخی دوره قاجار، برای بناهای ساخته‌شده در این شهر، مبلغ ۲۰۰٬۰۰۰ تومان هزینه اختصاص یافت.
در کتاب جلد دوم فرهنگ جغرافیایی ایران که در بهمن ماه ۱۳۲۸ چاپ شده است درباره‌ی شکل‌گیری و گسترش شهر اراک این‌گونه نوشته است:

بنای اولیه این شهر در بین سنوات ۱۳۲۷–۱۳۲۳ هجری قمری بوسیله یوسف خان گرجی (سپهدار) فرماندار پادگان محل بنا گردیده است و بنام قلعه سلطان‌آباد نامیده شده است.

طول و عرض قلعه مزبور تقریباً ۸۵۰ در ۶۰۰ متر بوده که از تقاطع کوچه‌های مستقیم و موازی طولی و عرضی به ۴۸ قطعه تقسیم می‌شده و دو کوچه که در مرکز حقیقی شهر متقاطعند دو بازار مستقیم وسیع شهر و در محل تقاطع چهار سوق بزرگی را تشکیل می‌دهند.
وضع بنا و کوچه‌های موازی و مستقیم این شهر نماینده ذوق و سلیقه مؤسس آن است.

سلطان آباد بواسطه حسن موقعیت جغرافیائی و صنعت مهم قالی بافی مورد توجه بازرگانان واقع و روز به روز به وسعت و اهمیت آن افزوره می‌گردد.
متأسفانه دنباله طرح‌ریزی و اصول بنای شهر قدیم بعدها رعایت نشده و کوچه‌ها و خیابانهای بعدی کاملاً بر خلاف اصول اولیه بنا شده است.

از سال ۱۳۰۸ شمسی به بعد این شهر نیز مانند سایر شهرهای کشور رو به‌آبادی نهاد.

همچنین بناهای جدید مثل ساختمان‌های راه‌آهن و خیابان‌های وسیع پهلوی و شاهپور، باغ فردوس، باغ ملی، باغ گلستان، رونق و صفائی به این شهر بخشیده‌اند.

شهر اراک مطابق آخرین صورت اداره آمار دارای ۶۲ هزار جمعیت است ولی نظر به فقر اقتصادی اغلب به طهران و اهواز و آبادان کوچ نموده‌اند و فعلاً بیش از ۵۰ هزار سکنه ندارد.

### گسترش شهر
پس از پایان بنای شهر، سپهدار گرجی مردم پیرامون را برای سکونت در شهر تازه تشویق می‌نماید. وی کار خود را از روستاهای کرهرود، سنجان و فیجان آغاز می‌کند که در آن زمان به «سه ده» معروف بودند. همچنین شمار بسیاری از خان‌ها و رعایای پیرامون در دو محله قلعه و حصار سکونت داده شدند.
ازجمله علل گسترش نامنظم شهر در سال‌های بعد، این بوده که بیشتر باغ‌های شهر به خانه‌های مسکونی تبدیل شد و چون حدود باغ‌ها با جوی‌های آب با مسیرهای غیر مستقیم معین می‌شد، خانه‌های احداث شده به پیروی از آن‌ها نامنظم ساخته شدند. دلیل دیگر نامنظم بودن خیابان‌ها، نظارت نداشتن بلدیه به ساخت و سازها تا آن زمان بود. در سال ۱۲۷۱ قمری سیل مهاجران از نقاط گوناگون مانند گلپایگان، خمین، بروجرد، کاشان، اصفهان، تبریز، قم و خوانسار به سوی اراک آغاز گشت و موجب آغاز رونق اقتصادی شهر شد. به همین اساس محله‌هایی مانند عباس‌آباد، منق آباد، پشت خندق و هزاوه‌ای‌ها شکل گرفت و در سال ۱۳۰۸ با همکاری بلدیه عراق، خیابان امام خمینی امروزی، عباس‌آباد و باغ ملی احداث شد و بافت قدیمی شهر مرمت شد.
با عبور راه‌آهن از شهر، گسترش شهرنشینی شتاب گرفت. در سال‌های صلح و آرامش دیوارهای پیرامونی شهر برداشته شد و شهر بی‌رویه رو به گسترش نهاد.

### دوران مشروطه

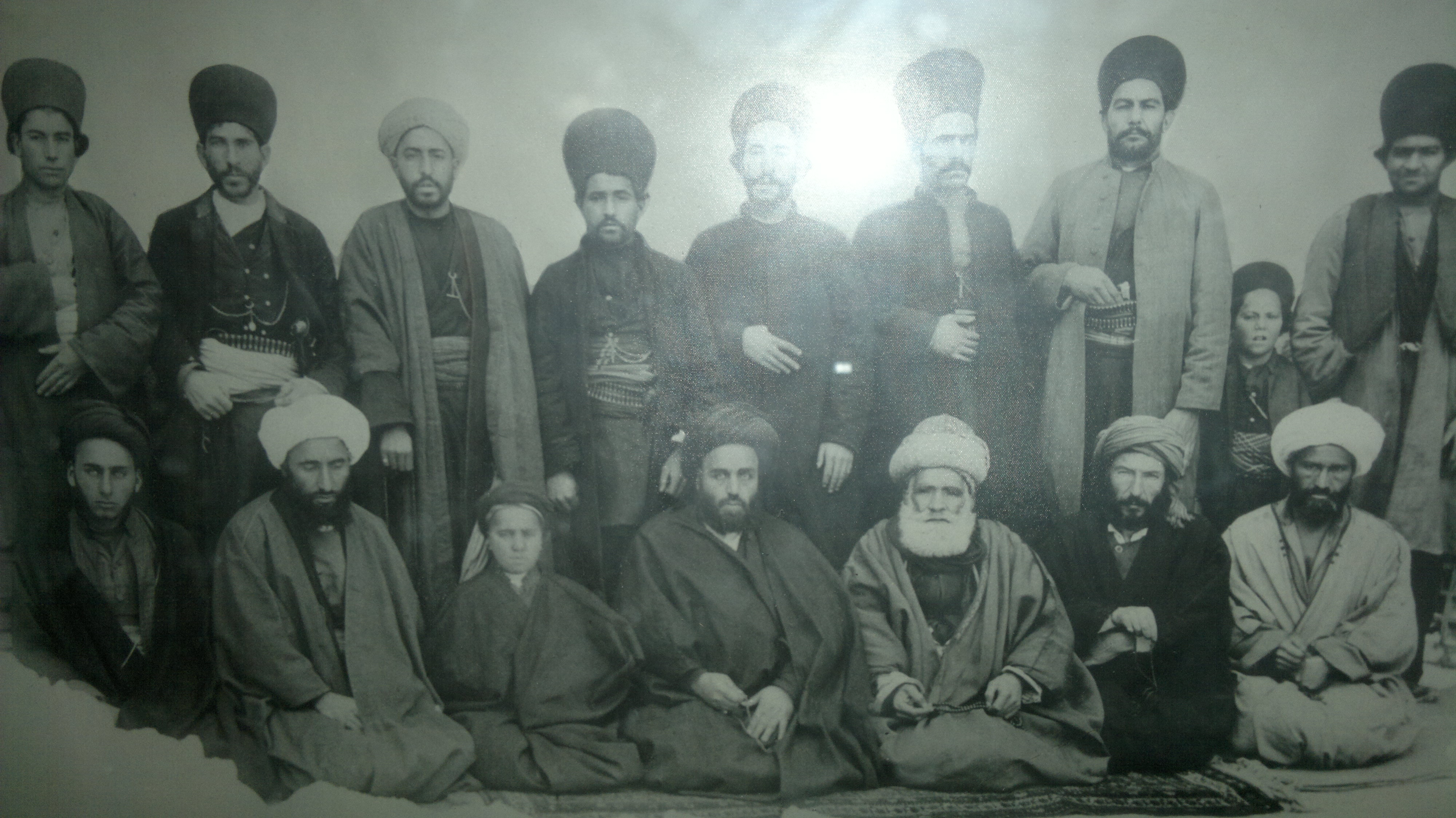
آقا نورالدین عراقی به همراه مجاهدان مشروطه خواه اراک

در سال ۱۲۸۵ خورشیدی که فرمان مشروطه صادر شد، ۹۲ سال از عمر شهر سلطان‌آباد می‌گذشت. در آستانه جنبش مشروطه و ناتوانی قاجار در حمایت از بازرگانان ایرانی در مقابله کمپانی‌های خارجی حاضر در اراک، بازاریان و دست‌اندرکاران صنعت را به مبارزه با سرمایه‌داران خارجی کشاند. این مبارزه به رهبری روحانیان شیعه که پیشینه طولانی حضور در منطقه عراق عجم (به ویژه در قریه کرهرود) را داشتند شکل گرفت. در این زمان مدارس دینی و علمای اراک، بیشتر تابع روحانیون نواندیش نجف  ازجمله آخوند ملاحمد کاظم خراسانی قرار داشتند. این افراد در دوران مشروطه رهبری جنبش در اراک را بر عهده داشتند که مشهورترین آن‌ها آقا نورالدین عراقی بود. پس از صدور فرمان مشروطه، آقا نورالدین عراقی نخستین انجمن ولایتی را به همراه دیگر روحانیون نوگرا تأسیس نمود. پس از به توپ بسته شدن مجلس و دوران استبداد صغیر، آزادی‌خواهان اراک به خاطر حضور پر نفوذ آقا نورالدین عراقی کمتر از دیگر نقاط ایران مورد آزار و اذیت قرار گرفتند.
اراک شش انجمن مشروطه‌خواه داشت که عبارت بودند از:
1. انجمن سری آدمیت به ریاست آقا اسدالله پروین
2. انجمن دموکرات به رهبری حاج میرزا عبدالعظیم
3. انجمن تدین تشکیل شده در مدرسه سپهدار به رهبری شیخ علی نخستین
4. انجمن آذربایجانیان متشکل از آذربایجانی‌های عراق عجم به رهبری میرزا حبیب‌الله عکاس‌باشی
5. انجمن برادران به رهبری میرزا حسن خان حرآبادی و میرزا علی اکبر کمپانی
6. انجمن اعتدالیون به رهبری مجد الممالک

پس از صدور فرمان مشروطه، آقا نورالدین عراقی اوّلین انجمن ولایتی را به همراه دیگران روحانیون نوگرا تأسیس نمود. پس از به توپ بسته شدن مجلس و دوران استبداد صغیر، آزادی‌خواهان اراک به خاطر حضور پر نفوذ آقا نورالدین عراقی کمتر از دیگر نقاط ایران مورد آزار و اذیت قرار گرفتند.

### دوران جنگ جهانی اول و دوم
تا سال ۱۲۷۱ قمری جنبه نظامی برای این شهر بیشتر مطرح بود. در این سال به نقل از اعتمادالسلطنه، میرزاحسن، نایب الحکومه عراق دکان‌های شهر سلطان‌آباد، عمارت و باغ‌های دیوانی را تعمیر و درخت‌کاری کرد و از شهرهای دیگر از هر قبیل صاحبان صنایع و حرفه‌های گوناگون را به شهر آورد و ساکن کرد.

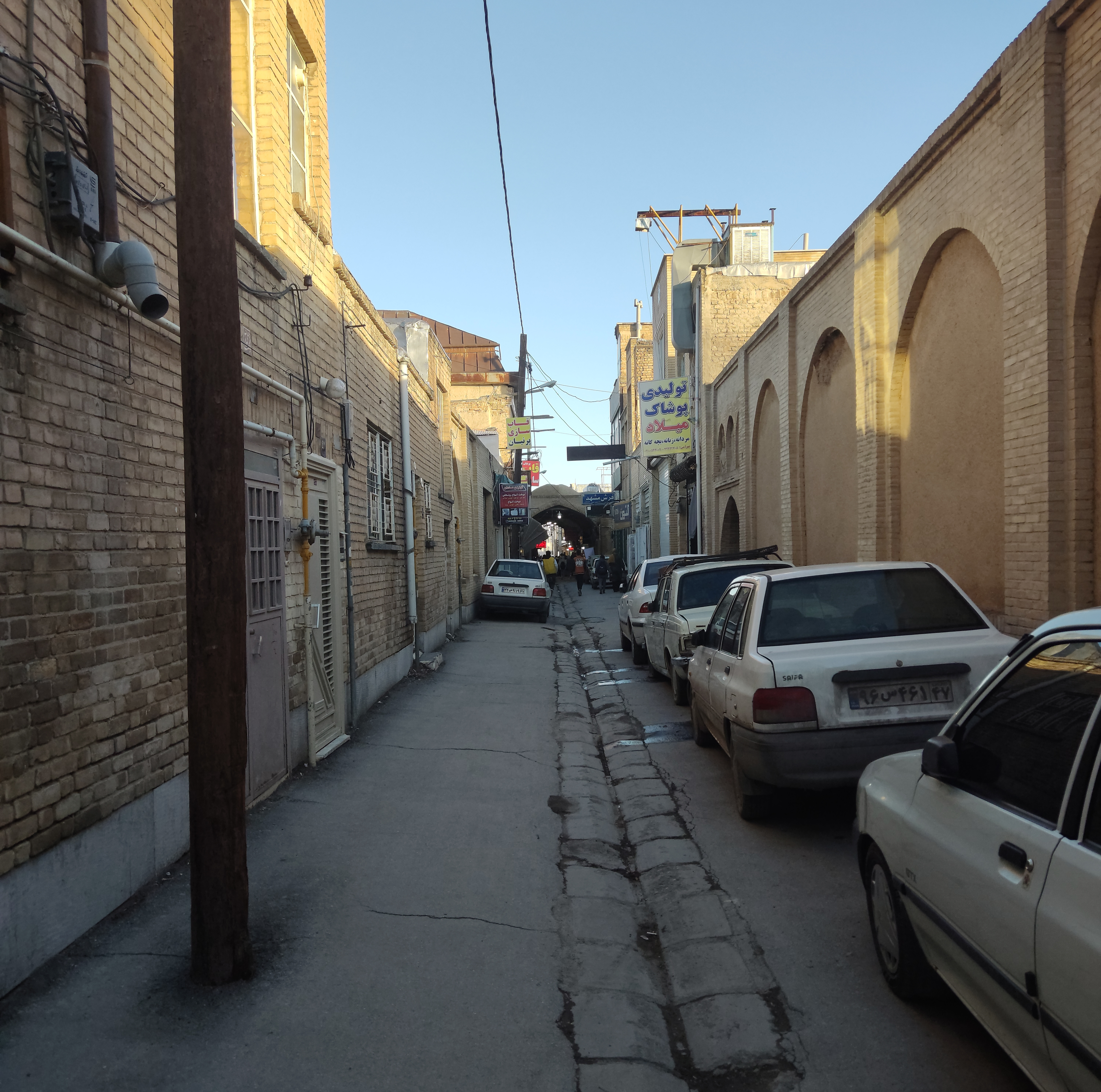
بافت قدیمی شهر

از این سال به بعد، ولایت عراق علاوه بر نقش نظامی، دارای نقش صنعتی و اقتصادی نیز شد و به واسطه واقع‌شدن در مسیر راه‌های تجاری، مورد توجه کمپانی‌های خارجی قرار گرفت. ورود کمپانی‌های خارجی، به سلطان‌آباد باعث گردید که این شهر به‌طور ناگهانی گسترش یابد و فضاهای تجاری، مسکونی، اداری، تفریحی جدیدی در آن ایجاد شود. به این ترتیب با وجود رکود اقتصادی حاکم بر کشور، اقتصاد سلطان‌آباد رونق یافت و شرایط جذب جمعیت در این منطقه پدید آمد، اما با آغاز جنگ جهانی اول در اواخر سال ۱۲۹۳ خورشیدی، حکومت مرکزی متزلزل شد و سپاهیان روس و انگلیس به شهر وارد و در آن مستقر شدند. بر اثر اشغال شهر، راه‌ها ناامن شد و در نتیجه اقتصاد تجاری سلطان‌آباد به‌طور ناگهانی سقوط کرد. در شهریور ۱۳۲۰ خورشیدی جنگ جهانی دوم آغاز و به داخل ایران کشیده شد، رضاشاه پهلوی از حکومت خلع گردید و مناطقی از کشور به اشغال نیروهای متفقین درآمد. در این دوره، اراک  به‌دلیل دارا بودن یکی از ایستگاه‌های مهم راه‌آهن سراسری ایران از اهمیت ارتباطی خاصی برخوردار بود و به همین لحاظ چند سال توسط متفقین اشغال گردید. سال‌های ۱۳۲۰ تا ۱۳۳۲ خورشیدی را می‌توان یکی از دوران‌های برجسته رکود اقتصادی ایران دانست. نابسامانی اقتصادی این سال‌ها، اراک را نیز تحت تأثیر قرار داد، روند مهاجر فرستی شهر آغاز گردید. در طول دوره جنگ جهانی دوم، آب و سوخت در این شهر انبار می‌شد.
با اشغال ایران قحطی، گرانی و کمیابی کالا آغاز شد. نیروهای متفقین غله مازاد روستائیان را می‌گرفتند که این عمل باعث واکنش مردم شد. در سال ۱۳۲۱ خورشیدی در هشت شهر کشور شورشهایی رخ داد که در میان آن‌ها وقایع اراک اهمیت خاصی داشت، زیرا شورش گسترده‌تر و مداوم‌تر بود و از شهریور تا اسفندماه همان سال ادامه داشت. در ۲ شهریور ۱۳۲۱ خورشیدی وزیر دارایی از نخست‌وزیر تقاضای فرستادن قوا برای سرکوب شورش‌ها را کرد، اما اعزام نیرو کمکی به حل ماجرا نکرد. در اواخر آبان کسبه بازار دست به اعتصاب زدند و به دستور قوام‌السلطنه عده‌ای دستگیر شدند. این اعتصاب با دخالت وزیر خواربار و تهدید و وعده به اعتصاب کنندگان به پایان رسید. این قضیه در اسفندماه همان سال تکرار شد، اما به سرعت خاتمه یافت.

### دوران انقلاب ۱۳۵۷ و جنگ ۸ ساله
نخستین حرکت‌های انقلابی در اراک در میانه سال‌های ۱۳۵۵ و ۱۳۵۶ خورشیدی با سخنرانی و دعوت به تظاهرات رخ داد. نخستین راهپیمایی انجام شده در اراک، تظاهراتی آرام و بدون شعار بود که به وسیله فرهنگیان سازمان‌دهی شده بود. در جریان ۱۰ روز سخنرانی احمد جنتی در محرم ۱۳۵۷ خورشیدی در اراک، مردم پس از سخنرانی‌های وی هر شب در خیابان تظاهرات می‌کردند و شعار مرگ بر شاه می‌دادند که این نخستین شعار علیه شاه در اراک بود. با بالا گرفتن اوضاع در تاسوعای سال ۱۳۵۷ خورشیدی مردم تلاش کردند مجسمه رضاشاه را از میدان باغ ملی پایین بکشند، اما موفق نشدند و در درگیری‌هایی که رخ داد، چهار نفر کشته‌شدند. همان شب مجسمه رضاشاه توسط پلیس از میدان منتقل شد. کشته‌شدن چهار نفر در آن روز باعث ایجاد ترس در مردم و خاموش شدن اعتراضات برای یک هفته پس از آن شد.
با آغاز جنگ ایران و عراق در سال ۱۳۵۹ خورشیدی، شهر اراک همانند دیگر شهرهای دیگر مورد حمله رژیم بعث عراق قرار گرفت، طوری‌که در طی ۸ سال، ۷۷ بار بمباران شد و در این میان ۸۹۵ نفر کشته‌شدند. شدیدترین حمله به شهر در ۵ مرداد ۱۳۶۵ اتفاق افتاد. اکبر هاشمی رفسنجانی (رئیس‌جمهور وقت) در کتاب کارنامه و خاطرات سال ۱۳۶۵ اوج دفاع، از خاطرات آن روز چنین نقل می‌کند:

عمده‌ترین حملات هوایی امروز عراق، علیه مناطق غیرنظامی در اراک صورت گرفت، به این ترتیب که صبح امروز هواپیماهای عراقی به مناطق کارگری صنعتی اطراف شهرستان اراک حمله کردند؛ که بر اثر آن، شماری از کارگران که مشغول کار بودند، کشته‌شدند. طی این حمله، شش هواپیمای عراقی در حالی که در ارتفاع پایین پرواز می‌کردند کارخانه واگن‌سازی پارس، آلومینیوم، کارخانه آذرآب، مراکز آموزش ماشین‌سازی اراک، یک ساختمان اداری و یک منطقه در شهر اراک را در مورد حمله قرار دادند. این تعرض هوایی بیش از ۱۰۰ شهید و بیش از ۵۰۰ مجروح بر جای گذاشت. به گزارش خبرگزاری جمهوری اسلامی به نقل از شاهدان عینی بمباران، هواپیماهای عراقی در ارتفاع فوق‌العاده پایین اهداف خود را مورد حمله قرار دادند و کارگرانی را که از محوطه کارخانه‌ها بیرون آمده بودند، به زیر رگبار کالیبرهای خود گرفتند.

پس از این واقعه شمار کشته‌شدگان در صنایع اراک ۷۲ نفر گزارش شد.

## جغرافیا

### تقسیم‌بندی کشوری
در دوران قاجار شهر اراک، پس از ساخت به عنوان حکومت‌نشین ولایت عراق برگزیده شد. در دوره پهلوی، بر پایه نخستین قانون تقسیم‌بندی کشوری و وظایف فرمانداران و بخشداران (مصوب ۱۶ آبان ۱۳۱۶ خورشیدی)، اراک یکی از ۱۳ شهرستان استان شمال بود. سپس بر پایه دومین قانون تقسیم‌بندی کشوری و وظایف فرمانداران و بخشداران (مصوب ۳ بهمن ۱۳۱۶ خورشیدی)، اراک در کنار زنجان جزء استان یکم قرار گرفت. اراک در ۱۳۴۲ خورشیدی از استان یکم جدا شد. در سال ۱۳۲۶ خورشیدی هم‌زمان با تشکیل استان مرکزی (به مرکزیت تهران)، شهر اراک نیز یکی از شهرهای این استان شد و در سال ۱۳۵۶ خورشیدی، مرکز استان مرکزی از تهران به اراک منتقل گردید. یک سال پس از آن استان تهران از استان مرکزی جدا شد. از آن زمان تاکنون شهر اراک به عنوان مرکز استان مرکزی در تقسیم‌بندی کشوری شناخته می‌شود.
شهر اراک یکی از کلان‌شهرهای رسمی کشور است که در سال ۱۳۹۲ خورشیدی به جمع کلان‌شهرهای کشور پیوست.

### موقعیت جغرافیایی
شهر اراک روی مدار ۳۴ درجه و ۵ دقیقه و ۳۰ ثانیه در نیم‌کره شمالی از خط استوا قرار گرفته است. همچنین این شهر روی نصف النهار ۴۹ درجه و ۴۱ دقیقه و ۳۰ ثانیه طول شرقی از نصف‌النهار گرینویچ قرار دارد.

### اقلیم
شهر اراک ویژگی اقلیمی فلات مرکزی ایران (زمستان‌های سرد و مرطوب و تابستان‌های گرم و خشک) را داراست. کوه‌های پیرامون اراک، تالاب میقان و دشت فراهان در آب و هوای این منطقه اثر کرده و ویژگی‌های خاصی به آن بخشیده‌اند. ابرها و جریان‌های غربی در پاییز و زمستان بیشتر رطوبت خود را در کوه‌های غرب منطقه از دست می‌دهند و در زمستان جبهه سردی هوای اراک را اشغال می‌کند که بر اثر ارتفاعات پیرامون و فشاری که تالاب میقان بر هوا وارد می‌کند، زمان بسیاری در منطقه می‌ماند. فصل زمستان بیشتر طولانی و از ۴ تا ۶ ماه متغیر است و بهار و پاییز فصل‌های کوتاهی هستند. تابستان در تیر و مرداد ظاهر می‌شود. مدت روزهای یخبندان از ۶۵ تا ۱۲۰ روز در سال‌های مختلف متغیر است. میزان بارندگی در سال‌های مختلف، میان ۲۳۰ تا ۶۳۸ میلی‌متر متغیر است که متوسط آن حدود ۳۳۷٫۱ میلی‌متر برآورد شده است.
اقلیم شهر اراک بر پایه طبقه‌بندی دمارتن، نیمه‌خشک و بر پایه طبقه‌بندی آمبرژه، نیمه‌خشک و سرد می‌باشد.
|                  | ژانویه | فوریه | مارس | آوریل | مه   | ژوئن | ژوئیه | اوت  | سپتامبر | اکتبر | نوامبر | دسامبر |   |       |
| دمای بیشینه (°C) | ۴٫۲    | ۸٫۶   | ۱۳٫۵ | ۱۹٫۶  | ۲۵٫۶ | ۳۲٫۵ | ۳۵٫۸  | ۳۴٫۹ | ۳۰٫۸    | ۲۳٫۱  | ۱۴٫۸   | ۷٫۶    | Ø | ۲۰٫۹  |
| دمای کمینه (°C)  | -۵٫۷   | -۳٫۸  | ۲٫۰  | ۷٫۰   | ۱۱   | ۱۵٫۳ | ۱۸٫۸  | ۱۷٫۵ | ۱۳      | ۷٫۸   | ۲٫۶    | -۲٫۲   | Ø | ۶٫۹   |
|                  |        |       |      |       |      |      |       |      |         |       |        |        |   |       |
| بارش (mm)        | ۵۴٫۷   | ۴۷٫۶  | ۵۳٫۱ | ۵۳٫۴  | ۳۱٫۹ | ۱٫۵  | ۰٫۶   | ۱٫۱  | ۰٫۷     | ۱۸٫۵  | ۳۱٫۶   | ۵۱٫۰   | Σ | ۳۴۵٫۷ |
|                  |        |       |      |       |      |      |       |      |         |       |        |        |   |       |
| روزهای بارانی    | ۱۰٫۸   | ۹٫۸   | ۱۱٫۴ | ۹٫۴   | ۷٫۱  | ۱٫۱  | ۰٫۹   | ۰٫۶  | ۰٫۳     | ۴٫۳   | ۶٫۱    | ۸٫۹    | Σ | ۷۰٫۷  |

| -۵٫۷ |

| -۳٫۸ |

| ۲٫۰ |

| ۷٫۰ |

| ۱۱ |

| ۱۵٫۳ |

| ۱۸٫۸ |

| ۱۷٫۵ |

| ۱۳ |

| ۷٫۸ |

| ۲٫۶ |

| -۲٫۲ |

| -۵٫۷ |

| -۳٫۸ |

| ۲٫۰ |

| ۷٫۰ |

| ۱۱ |

| ۱۵٫۳ |

| ۱۸٫۸ |

| ۱۷٫۵ |

| ۱۳ |

| ۷٫۸ |

| ۲٫۶ |

| -۲٫۲ |

| بارش | ۵۴٫۷   | ۴۷٫۶  | ۵۳٫۱ | ۵۳٫۴  | ۳۱٫۹ | ۱٫۵  | ۰٫۶   | ۱٫۱ | ۰٫۷     | ۱۸٫۵  | ۳۱٫۶   | ۵۱٫۰   |
|      | ژانویه | فوریه | مارس | آوریل | مه   | ژوئن | ژوئیه | اوت | سپتامبر | اکتبر | نوامبر | دسامبر |

### موقعیت طبیعی

سرخ کوه (کوه سرخه)، اراک

شهر اراک از سوی جنوب با کوه‌های سفیدخانی، کوه‌های نظم‌آباد، سرخ کوه (کوه سرخه) و از سوی غرب با کوه مودر احاطه شده است. کوه‌های پیرامون شهر  ازجمله کوه‌های مرکزی و پیشکوه‌های داخلی رشته‌کوه زاگرس محسوب می‌شوند.
از میان شهر اراک تنها رود قره‌کهریز (معروف به رودخانه خشک) می‌گذرد. این رودخانه از کوه‌های قره‌کهریز سرچشمه گرفته، پس از آبیاری زمین‌های روستاهای نزدیک اراک، از غرب شهر گذر کرده و به تالاب میقان می‌ریزد. این رود، فصلی بوده و در تابستان خشک می‌شود. از معضل‌های رودخانه، ورود فاضلاب شهری برخی مناطق شهر به آن و آلودگی آب است.
سرانه فضای سبز کلان‌شهر اراک به ازای هر نفر ۲۲ و ۵۷ صدم متر مربع است و این شاخص در کشور هفت و نیم متر مربع به ازای هر نفر است. با این حال، فضای سبز امروز اراک دچار نقصان و کمبود آب است که منجر به از دست رفتن بخشی از این فضا شده است. هزار و ۳۰۰ هکتار فضای سبز و حدود ۱۰۰ هکتار چمنکاری در اراک وجود دارد که از طریق چاه ناآشامیدنی و قنوات حوزه شهری آبیاری می‌شوند و علاوه بر آن در منطقه جنوب غربی اراک نیز فضای سبز سِنِجان و کرهرود در اختیار است. وسعت فضای سبز کلان‌شهر اراک، ۱٫۳۳۶ هکتار است که ۴۲۱ هکتار آن به شکل ۱۲۵ بوستان است. بیشتر فضای سبز اراک به صورت نوارهای جنگلی‌باغی و در منطقه سنجان و کرهرود است.

### زمین‌شناسی

مقایسه‌ی نسبی میزان خطر زمین‌لرزه در نقاط گوناگون ایران؛ نقاط سرخ‌تر نقاطی هستند که شتاب حداکثر جنبش زمین در آن‌ها بیش‌تر است.

چاله‌ی اراک، در یک فرورفتگی حاصل از سنگ‌های رسوبی چین‌خورده مابین سنگ‌های آذرین متعلق به رشته‌کوه‌های آتشفشانی و سنگ‌های دگرگونی متعلق به رشته‌کوه‌های زاگرس قرار گرفته است. این چاله به وسیله‌ی یک رشته‌کوه که حدود هزار متر از سطح دریا ارتفاع دارد، تقسیم شده است. شهر اراک بر روی دشتی آبرفتی در حوضه آبریز میقان واقع شده است. دشت اراک و در کنار آن مجموعه تالاب کویری میقان به صورت فروافتادگی بوده که میان دو رشته ارتفاعات شمالی و جنوبی واقع شده‌اند. مرز اصلی ارتفاعات مورد نظر توسط دو گسل تلخاب و تبرته، قطع شده‌اند. وجود این گسل‌ها سبب شده است که زون‌های مختلف زمین‌شناسی،  ازجمله زون سنندج-سیرجان، زون هفتادقله و زون آشتیان-نراق در حوضه منطقه وجود داشته باشند. در اواخر کرتاسه سه زون به یکدیگر متصل بودند و دریای واحدی را تشکیل می‌دادند. در آن دوران، بر اثر فعالیت کوه‌زایی، ارتفاعات جنوبی اراک و کوه‌های هفتادقله به‌وجود آمدند. با آغاز فعالیت‌های کواترنری، فرسایش‌یافتگی کوه‌ها و تپه‌ها باعث حمل رسوب‌های عظیم و ایجاد دشت آبرفتی اراک شده است.

### زمین‌لرزه
شهر اراک از معدود شهرهای کشور است که در منطقه کم خطر از لحاظ لرزه‌خیزی قرار دارد. بررسی‌های زمین‌شناسی نشان می‌دهد که، منطقه اراک تا شعاع ۱۰۰ کیلومتری جزء مناطق آرام بوده و احتمال وقوع زمین‌لرزه در آن ضعیف است و در صورت وقوع از ۳ تا ۵ ریشتر قوی‌تر نخواهد بود.
در شعاع ۶۰ کیلومتری پیرامون شهر اراک در سده اخیر، تنها ۷۲ زمین‌لرزه روی داده است که ۵۰ مورد از این آنها، زمین‌لرزه‌های دی و بهمن ۱۳۹۰ خورشیدی (عموماً کمتر از ۴ ریشتر) بوده است. این آمار نشان‌دهنده لرزه‌خیزی کم در استان مرکزی است. بزرگ‌ترین این زمین‌لرزه‌ها دارای بزرگی حداکثر ۴٫۲ می‌باشد. از نظر تاریخی، تنها سه زمین‌لرزه تاریخی یکی در اطراف دورود، دیگری در شمال باختری ساوه و آخرین آنها، زمین‌لرزه ۱۴۹۵ میلادی آشتیان معروف به زمین‌لرزه جبال اتفاق افتاده است و بزرگی آن در مقیاس امواج سطحی ۵٫۹ ریشتر تعیین شده است.

## مردم‌شناسی

### جمعیت
جمعیت شهر اراک در نخستین سرشماری رسمی کشور در سال ۱۳۳۵ خورشیدی، ۵۸٬۹۹۸ نفر بود اما از آن زمان به سبب شهرگرایی شدید با شتاب روی به افزایش نهاد، به گونه‌ای که جمعیت شهر در سال ۱۳۴۵ خورشیدی به ۷۱٬۹۲۵ تن و در سال ۱۳۵۵ خورشیدی به ۱۱۶٬۸۳۲ تن و در سال ۱۳۶۵ خورشیدی به ۲۶۵٬۳۴۹ تن رسید. مطابق آخرین داده‌های سال ۱۳۶۵ خورشیدی، شهر اراک دارای ۵۵٬۰۸۹ خانوار بود.
در سرشماری سال ۱۳۷۵ خورشیدی، جمعیت شهر ۳۸۰٬۷۵۵ نفر. و در سرشماری سال ۱۳۸۵ خورشیدی جمعیت شهر به۴۳۸٬۳۳۸ نفر رسید.
جمعیت اراک بر پایه نتایج سرشماری عمومی نفوس و مسکن در سال ۱۳۹۰ خورشیدی برابر با ۴۸۴٬۲۱۲ نفر بوده است. جمعیت شهر اراک پس از الحاق نقاط شهری سنجان و کرهرود به ۵۲۶٬۱۸۲ نفر افزایش یافت.
از دیدگاه جمعیتی، اراک پانزدهمین شهر پرجمعیت ایران است. این شهر  ازجمله شهرهایی است که دارای رشد بالای جمعیت بود. میزان رشد جمعیت از سال ۱۳۳۵ تا ۱۳۷۵ خورشیدی برابر با ۵٫۱ بوده است. اما در دهه پس از آن رشد جمعیت به ۲٫۹۷ رسید.
| منطقه شهری                          | شمار خانوار | جمعیت   | زن     | مرد    |
| ----------------------------------- | ----------- | ------- | ------ | ------ |
| منطقه یک                            | ۴۸٬۳۲۰      | ۱۵۲٬۶۸۴ | ۷۶٬۵۷۱ | ۷۶٬۱۱۳ |
| منطقه دو                            | ۴۹٬۲۵۷      | ۱۵۹٬۹۷۹ | ۷۹٬۹۳۵ | ۸۰٬۰۴۴ |
| منطقه سه و منطقه چهار (بافت تاریخی) | ۵۰٬۶۷۲      | ۱۷۱٬۵۴۹ | ۸۳٬۰۹۲ | ۸۸٬۴۵۷ |
| منطقه پنج (کرهرود)                  | ۸٬۷۸۲       | ۲۹٬۷۲۱  | ۱۴٬۵۸۸ | ۱۵٬۱۳۳ |
| منطقه شش (سنجان)                    | ۳٬۷۳۰       | ۱۲٬۲۴۹  | ۶٬۰۵۹  | ۶٬۱۹۰  |

### زبان
اراک شهری پارسی‌زبان است. پیش از بنای شهر اراک، مردم مناطق پیرامون به گویش‌های گوناگونی مانند تاتی در منطقه وفس سخن می‌گفتند. پس از بنای شهر اراک و مهاجرت مردم مناطق پیرامون به شهر تازه، این گویش‌ها با یکدیگر درآمیختند و گویش ویژه‌ای به‌وجود آوردند، تا زمانی که با پیدایش رسانه‌های جمعی این گویش رو به نابودی نهاد و امروزه شهروندان اراک تا اندازه‌ای بی‌لهجه بوده و فارسی کتابی یا تهرانی سخن می‌گویند، اما در مناطق حاشیه‌ای مانند سنجان، کرهرود، روستاهای پیرامون و خود شهر زبان پیرمردان و پیرزنان همان لهجه‌ی قدیمی است.

### دین و مذهب
بیشتر مردم شهر مسلمان و پیرو مذهب شیعه هستند. همچنین اقلیتی از پیروان آیین مسیحی و کلیمی نیز در شهر وجود داشتند که از میان آن‌ها کلیمیان از شهر مهاجرت کرده‌اند. همچنین اراک یکی از مراکز ۲۴ گانه بهائیان است و اقلیتی از آن‌ها در شهر وجود دارند که  به‌دلیل ممنوع بودن فعالیت آن‌ها در ایران آمار درستی از شمار آن‌ها در دست نیست.
ارمنیان بخشی از اقلیت قومی و مذهبی شهر اراک را در برمی‌گیرند. ارمنیان در طی یک سده گذشته از سرزمین‌های پیرامون اراک و همچنین جلفای اصفهان جهت کار در صنعت قالی‌بافی و دیگر صنایع و همچنین برای کار در کنسولگری انگلستان به عنوان حسابدار و منشی به اراک مهاجرت کرده‌اند. ارمنیان بنیان‌گذار دومین مدرسه اراک به نام مدرسه شرف ارامنه و کلیسای مسروپ مقدس هستند. در سال ۱۳۸۹ خورشیدی جمعیت ارمنیان ۲۴۰ نفر در قالب ۶۰ خانواده بوده است. در دوره‌ی شاه عباس ارامنه‌ی بسیاری به استان مرکزی امروزی کوچانده شدند. پس از ایجاد شهر اراک در زمان قاجاریه، عده‌ای از آن‌ها به شهر آمده و به کارهای از قبیل پزشکی و جواهرفروشی مشغول شدند که سه‌راه ارامنه (میدان هفت تیر امروزی) یادگار آن دوره است. برخی از آن‌ها در محله‌ی نیسانیان و کوچه کشیش اقامت دارند به علاوه‌ی کلیسا و مدرسه ویژه‌ی ارامنه که در این محله واقع است؛ اگرچه بسیاری از آن‌ها امروزه از اراک خارج شده‌اند.
یهودیان نیز بخشی از اقلیت مذهبی اراک را تا یک سده گذشته تشکیل می‌دادند و زمانی جمعیتشان به حدود ۱٬۰۰۰ نفر می‌رسید و پیشه بیشتر آن‌ها پارچه‌فروشی و پزشکی بود. یهودیان خود را در حمایت محسن سلطان‌آبادی عراقی از روحانیون به نام اراک قرار می‌دادند. این گروه در آغاز از مناطق پیرامونی شهر اراک مانند سنجان و دیگر شهرها به این شهر مهاجرت کردند. امروزه همه یهودیان اراک از این شهر مهاجرت کرده‌اند.

## صنعت

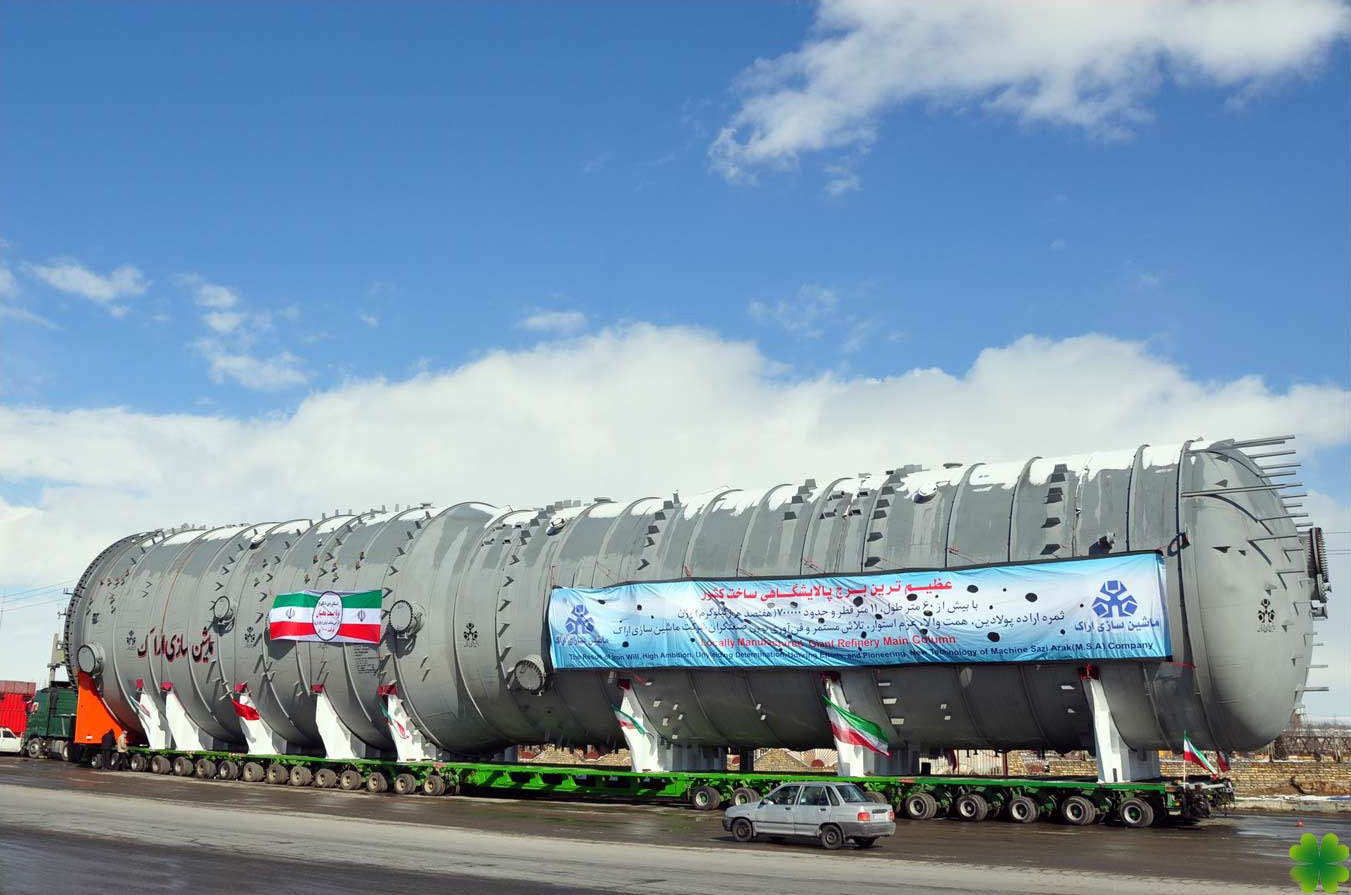
برج تقطیر غول‌پیکر پالایشگاه اراک ساخته‌شده در ماشین‌سازی اراک

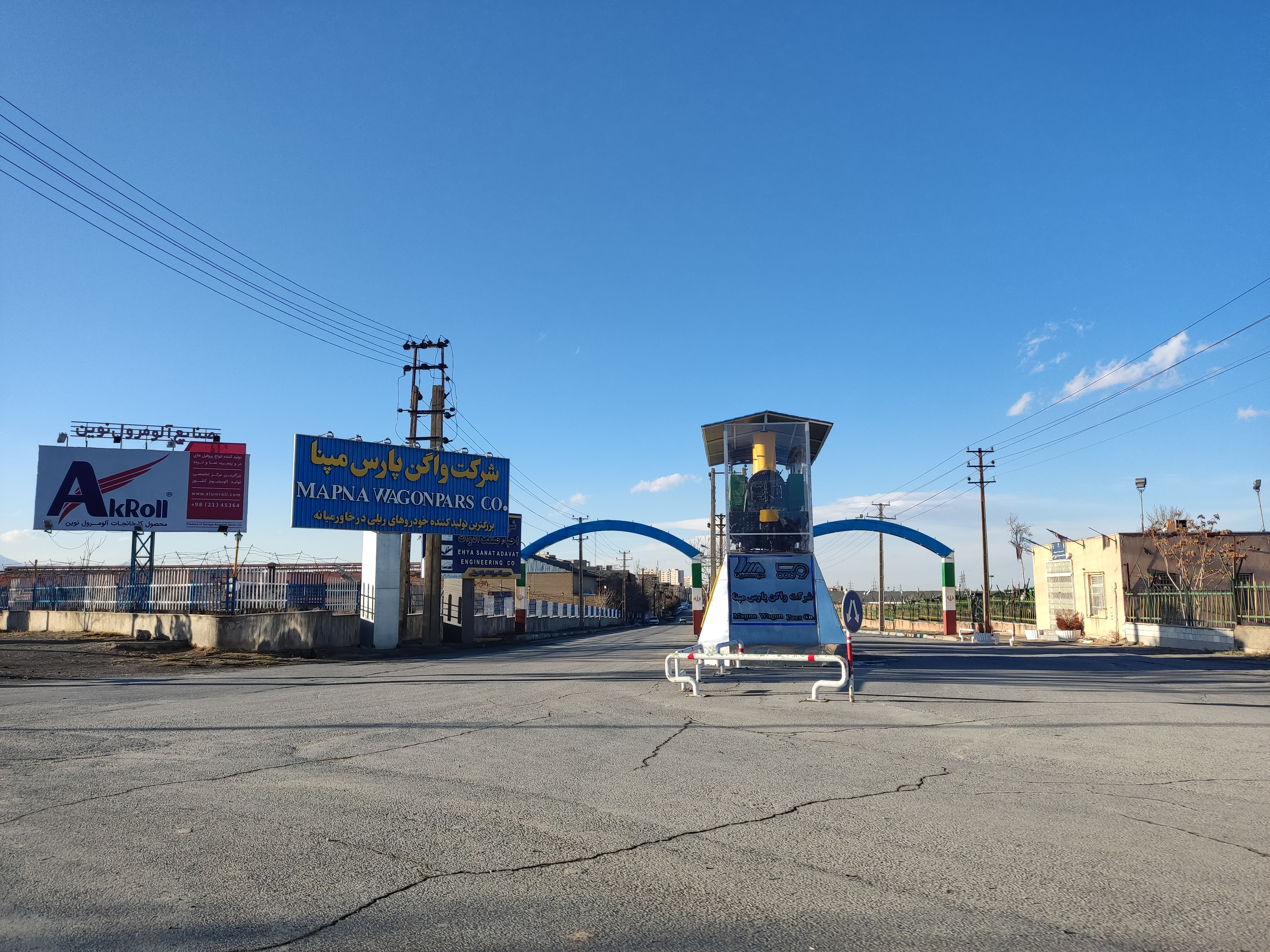
واگن‌پارس، بزرگ‌ترین لوکوموتیو سازی خاورمیانه

اراک یکی از شهرهای صنعتی ایران است که از لحاظ گوناگونی محصول‌های صنعتی، نخستین، از لحاظ وجود صنایع مادر، دومین و به‌طور کلی یکی از چهار قطب صنعتی کشور محسوب می‌شود. شمار صنایع مادر در این شهر به بیش از ۲۰ واحد می‌رسد. این شهر به‌واسطه وجود صنایع مادر، تولید ۸۰٪ از تجهیزهای انرژی کشور، وجود بزرگ‌ترین کارخانه تولیدکننده آلومینیوم کشور، بزرگ‌ترین واگن‌سازی و لوکوموتیوسازی خاورمیانه، بزرگ‌ترین ماشین‌سازی کشور، بزرگ‌ترین کمباین‌سازی خاورمیانه، بزرگ‌ترین تولیدکننده‌ی بنزین و مدرن‌ترین پالایشگاه نفت کشور، بزرگ‌ترین تولیدکننده‌ی ماشین‌آلات ساخت‌وساز در خاورمیانه، بزرگ‌ترین تولیدکننده جرثقیل در خاورمیانه و بزرگ‌ترین صنایع معدنی کشور به‌عنوان پایتخت صنعتی ایران شناخته شده است. تولیدهای صنایع شهر اراک علاوه بر تأمین نیازهای داخلی، به کشورهای خارجی نیز صادر می‌گردد. به همین علت بخش بزرگی از صادرات کالاهای صنعتی را به خود اختصاص داده است.
تبدیل شدن اراک به یکی از قطب‌های صنعتی کشور در دوران نخست‌وزیری هویدا و هم‌زمان با صنعتی‌سازی کشور توسط محمدرضا شاه در دهه ۱۳۴۰ خورشیدی آغاز شد. در برنامه چهارم توسعه پیش از انقلاب معین شده بود تا قطب صنعتی در شهرهای اصفهان، اهواز، تبریز و اراک به صورت قطب‌های صنعتی و هسته مرکزی عمران ناحیه‌ای درآیند.
در زمان جنگ ایران و عراق  به‌دلیل وجود صنایع مهم در شهر اراک، این شهر به عنوان مهم‌ترین تولیدکننده ماشین‌های جنگی، پل‌های شناور و تجهیزها به‌شمار می‌رفت. از این رو پی‌درپی مورد حمله نظامی عراق قرار می‌گرفت. در ۵ مرداد ۱۳۶۵ خورشیدی برخی کارخانجات شهر مورد حمله جنگنده‌های عراقی قرار گرفت که در اثر آن ۷۲ نفر از کارکنان صنایع کشته شدند.

### واحدهای صنعتی

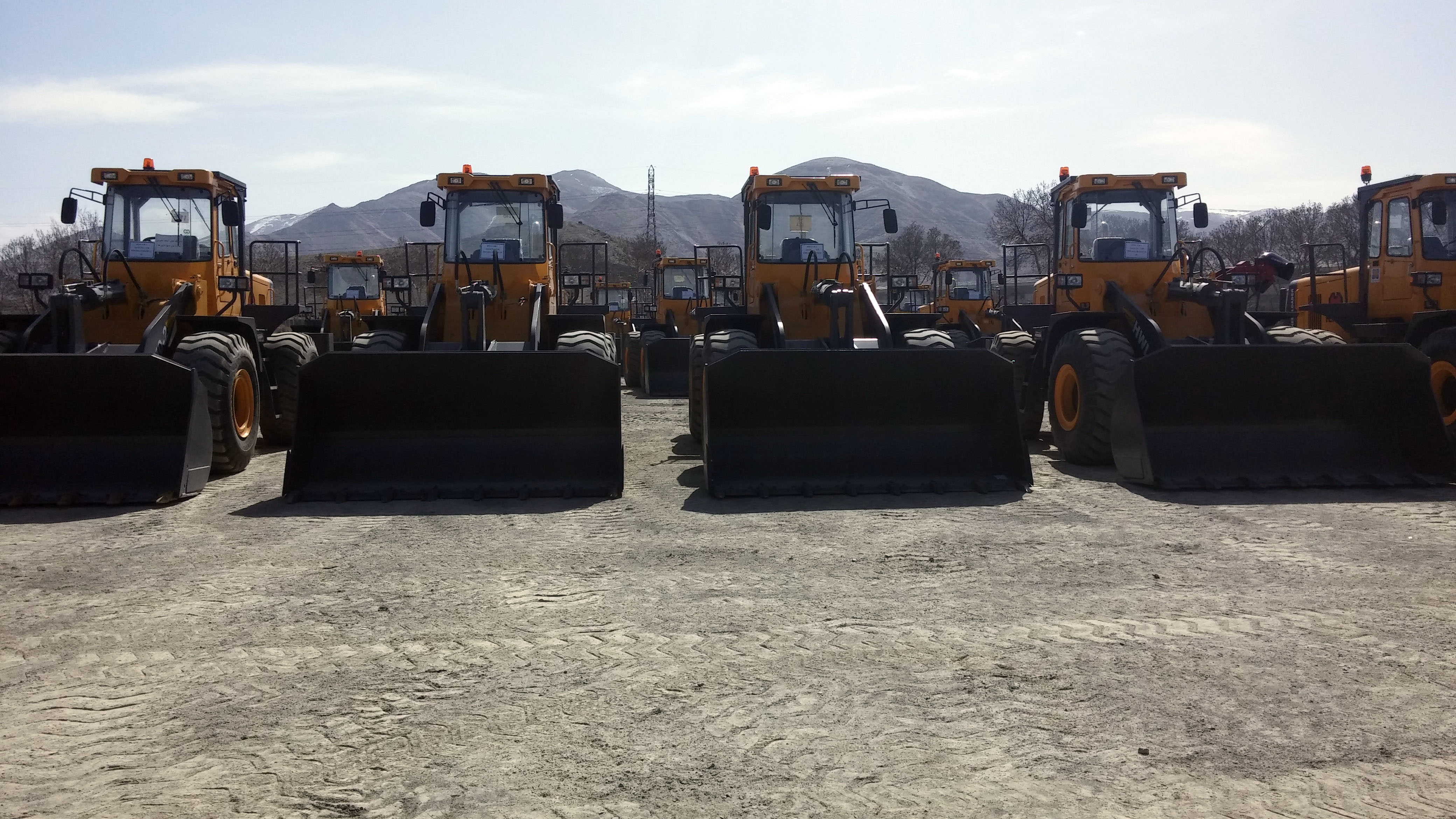
لودرهای تولیدشده در هپکو اراک

نخستین و بزرگ‌ترین کارخانه تولید آلومینیوم کشور (ایرالکو)، نخستین و بزرگ‌ترین کارخانه واگن‌سازی و لوکوموتیوسازی در کشور و خاورمیانه (واگن‌پارس)، نخستین و بزرگ‌ترین کارخانه کمباین‌سازی کشور و خاورمیانه (کمباین‌سازی ایران)، بزرگ‌ترین کارخانه‌های سازنده دکل انتقال نیرو و دکل مخابراتی در خاورمیانه (آونگان، یاسان و گام)، نخستین ایستگاه آزمایش تست دکل‌های انتقال نیرو در خاورمیانه و آسیا در این شهر ایجاد شده‌اند.
از سال ۱۳۴۵ خورشیدی طرح کارخانه‌های ماشین‌سازی و آلومینیوم به مرحله‌ی اجرا درآمد. کارخانه آلومینیوم ایران (ایرالکو) در سال ۱۹۷۲ میلادی با همکاری منطقه‌ای در سازمان پیمان مرکزی با همکاری محدود شرکت رینولدز آمریکا و دولت پاکستان تأسیس شد. پس از انقلاب همه سهام این دو کشور متعلق به ایران گردید. این شرکت بزرگ‌ترین تولیدکننده آلومینیوم در کشور ایران است. وجود این کارخانه و ۵۰۰ کارگاه کوچک و بزرگ وابسته به این صنعت اراک را به قطب تولید آلومینیوم در کشور و خاورمیانه تبدیل کرده است.

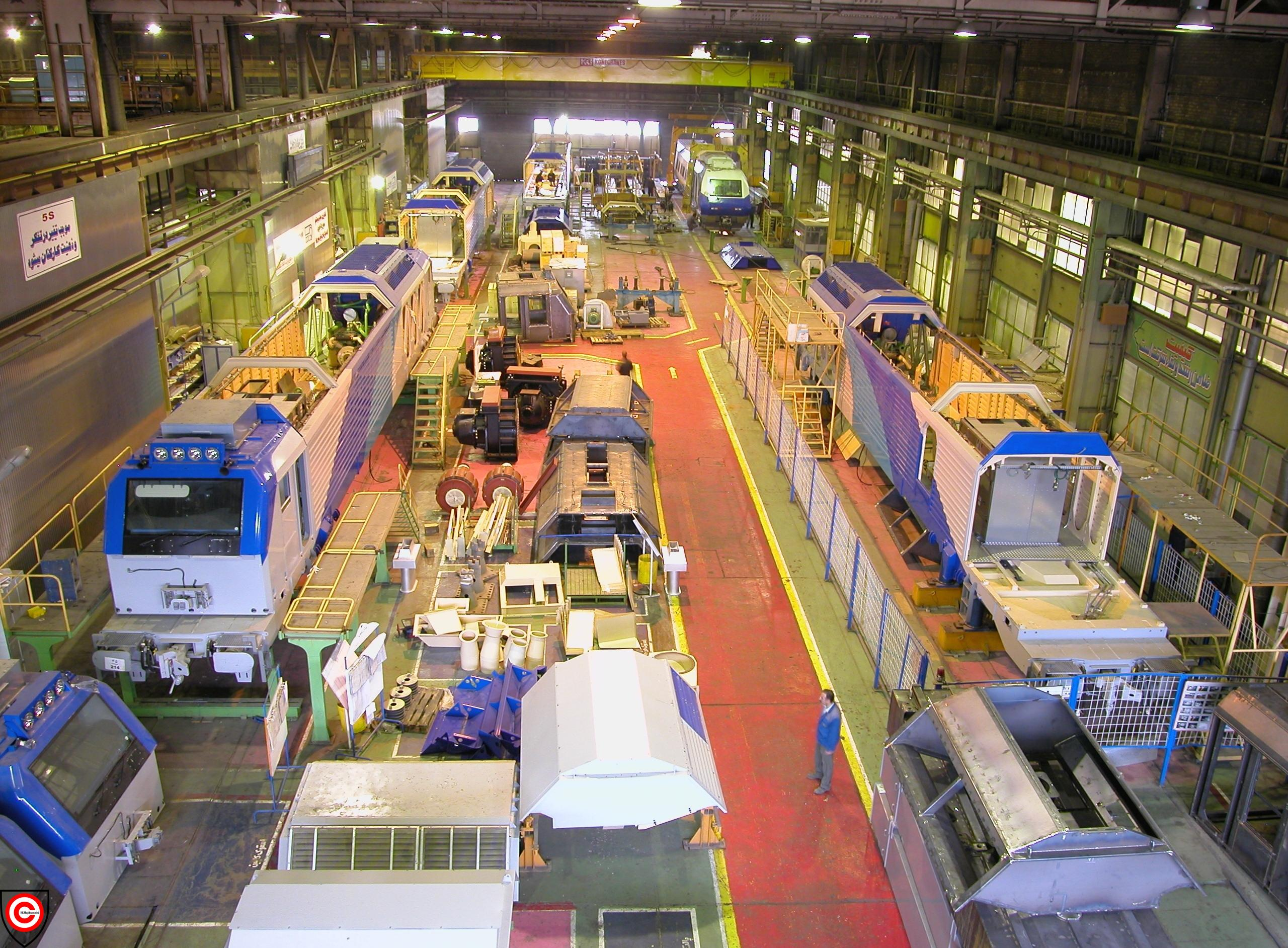
خط تولید لوکوموتیو در کارخانه‌ی واگن‌پارس اراک

شرکت واگن پارس نخستین کارخانه تولیدکننده واگن و لکوموتیو کشور و بزرگ‌ترین تولیدکننده ماشین‌های ریلی در خاورمیانه است که در سال ۱۳۵۳ خورشیدی تأسیس گردید. وجود ۱۰۰ شرکت وابسته به صنایع ریلی در کنار کارخانه، شهر اراک را به عنوان مرکز صنعت ریلی کشور معرفی کرده است.
کارخانه کمباین‌سازی ایران (ایران‌جان‌دیر پیشین) به عنوان نخستین و بزرگ‌ترین کارخانه تولید کمباین کشور و خاورمیانه در سال ۱۳۴۸ با همکاری شرکت جان‌دیر ایالات متحده تأسیس گشت و شرکت هپکو به عنوان نخستین و بزرگ‌ترین کارخانه تولید ماشین‌آلات ساخت‌وساز در ایران و خاورمیانه  ازجمله صنایع دیگر این شهر هستند. همچنین گروه لجور، نخستین و بزرگ‌ترین سازنده‌ی بالابرهای هیدرولیکی و جرثقیل در خاورمیانه در اراک قرار دارد.
ماشین‌سازی اراک به عنوان نخستین صنعت سنگین ایران، از کارخانه‌های قدیمی شهر بزرگ‌ترین تولیدکننده تجهیزات پتروشیمی و پالایشگاهی، تجهیزات نفت و گاز، تجهیزات و ماشین‌آلات صنایع سیمان و معدن، سازه‌های ترابری، پل‌های فلزی، تجهیزات بنادر و زیرساخت‌های صنعتی در کشور است. این شرکت نخستین شرکت ایرانی است که موفق به دریافت گواهی ISO 9001 شده است. همچنین صنایع آذرآب یکی از بزرگ‌ترین شرکت‌های ایرانی در حوزه تولید تجهیزات صنایع نفت و گاز و پیمانکاری ساخت مجتمع‌های پالایشگاهی، پتروشیمی، نفت‌وگاز، نیروگاه‌ها، سدها و صنایع سیمان در خاورمیانه است. در قراردادی که میان شرکت‌های اتم‌استروی‌اکسپورت (شرکت تابعه‌ای از روس‌اتم) و صنایع آذرآب بسته‌شد، شرکت صنایع آذرآب اراک به‌عنوان سازنده اصلی تجهیزات طرح توسعه نیروگاه اتمی بوشهر انتخاب شده است.
| نام                           | سال تأسیس (خورشیدی) | رده فعالیت          | محصولات تولیدی |
| ----------------------------- | ------------------- | ------------------- | --- |
| ماشین‌سازی اراک                | ۱۳۴۶                | تجهیزات صنایع سنگین | تجهیزات پتروشیمی و پالایشگاهی، تجهیزات استخراج، پمپاژ و ذخیزه‌سازی نفت و گاز، تجهیزات سد و نیروگاهی، زیرساخت‌های صنعتی، پل و سازه‌های ترابری، تجهیزات بنادر، تجهیزات صنایع سیمان، فولاد و تجهیزات معدن |
| آلومینیوم‌سازی ایران (ایرالکو) | ۱۳۴۶                | فلزات               | آلومینیوم، شمش آلومینیومی و آلیاژهای ریخته‌گری |
| کمباین‌سازی ایران              | ۱۳۴۸                | ماشین‌آلات کشاورزی   | کمباین و بسته‌بند علوفه |
| هپکو                          | ۱۳۵۱                | تجهیزات سنگین       | ماشین‌آلات ساخت‌وساز، راه‌سازی، معدنی و کشاورزی، تجهیزات و ماشین‌آلات صنعتی صنایع نفت، گاز و نیرو، تجهیزات و ماشین‌آلات صنعتی صنایع فلزی و معدنی، لیفتراک، کامیون، کامیونت و واگن                        |
| آونگان                        | ۱۳۵۳                | نیرو                | دکل انتقال نیرو، دکل مخابراتی، مقاطع فولادی |
| واگن پارس                     | ۱۳۵۳                | ترابری ریلی         | واگن، لکوموتیو، ترن‌ست، بوژی و مترو |
| صنایع آذرآب                   | ۱۳۶۳                | تجهیزات صنایع سنگین | تجهیزات پتروشیمی و پالایشگاهی، تجهیزات سد و نیروگاهی، سازه‌های ترابری، تجهیزات صنایع قندوشکر، صنایع شیمیایی و دارویی، صنایع فولاد و صنایع سیمان                                                      |
| پتروشیمی شازند اراک           | ۱۳۶۳                | پتروشیمی            | پلی‌اتیلن، پلی‌پروپیلن، بوتادی‌ان، پلی‌بوتادی‌ان، اسید استیک، وینیل‌استات، اتیلن‌اکساید و اتیلن‌گلیکول‌ها، ۲-اتیل‌هگزانول و بوتانول‌ها، اتانول‌آمین‌ها                                                           |
| گروه لجور                     | ۱۳۶۴                | هیدرولیک            | بالابرهای هیدرولیکی، لاین‌تراک و جرثقیل |
| پالایش نفت شازند اراک         | ۱۳۷۲                | پالایش نفت          | بنزین، گازوئیل، نفت سفید، نفت کوره، ال‌پی‌جی، سوخت جت، سوخت کشتی، پروپیلن، گوگرد، کک سوزنی، بوتان، نرمال هگزان، ایزوپنتان، نرمال پنتان، نفتا، هیدروژن، نیتروژن، حلال ۴۰۲، روغن‌های صنعتی و وکیوم‌باتوم  |
| املاح معدنی ایران             | ۱۳۷۹                | معدن                | سولفات سدیم |

### مشکلات صنعت
یکی از مشکلاتی که صنایع شهر با آن مواجه شده‌اند عدم گردش سرمایه و کمبود نقدینگی است که تورم، حمایت نکردن بانک‌ها در تأمین نقدینگی صنایع و برگشت‌ناپذیری مطالبه ها از کارفرماها باعث افزایش این مشکل شده است. بی‌توجهی به نوسازی صنایع مادر و دادن پیمان‌ها و تولید پروژه‌ها به تولیدکنندگان و پیمانکاران خارجی و اجرای نادرست اصل ۴۴ از دیگر مشکل‌های پیش روی صنعت در شهر اراک عنوان می‌شود.
واگذاری صنایع به بخش خصوصی و قانون هدفمند کردن یارانه‌ها نیز اثر مهمی بر روی صنایع شهر گذاشته است، به‌صورتی که برخی از کارخانه‌ها مجبور به تعدیل نیروی کار خود شده‌اند که این مورد نگرانی در مورد ایجاد بحران اجتماعی در شهر را افزایش داده است.
از دیگر مشکل‌های صنعت شهر اراک تأثیر تحریم‌های بین‌المللی علیه ایران بوده است. تحریم‌های اقتصادی باعث ایجاد سیستم انقباضی در شبکه بانکی شده است و شبکه بانکی را دچار رکود کرده و مشکل نقدینگی در صنایع را افزایش داده است. این تحریم‌ها برخی از صنایع شهر را به مرز ورشکستگی نیز نزدیک کرده است.

## ساختار شهری

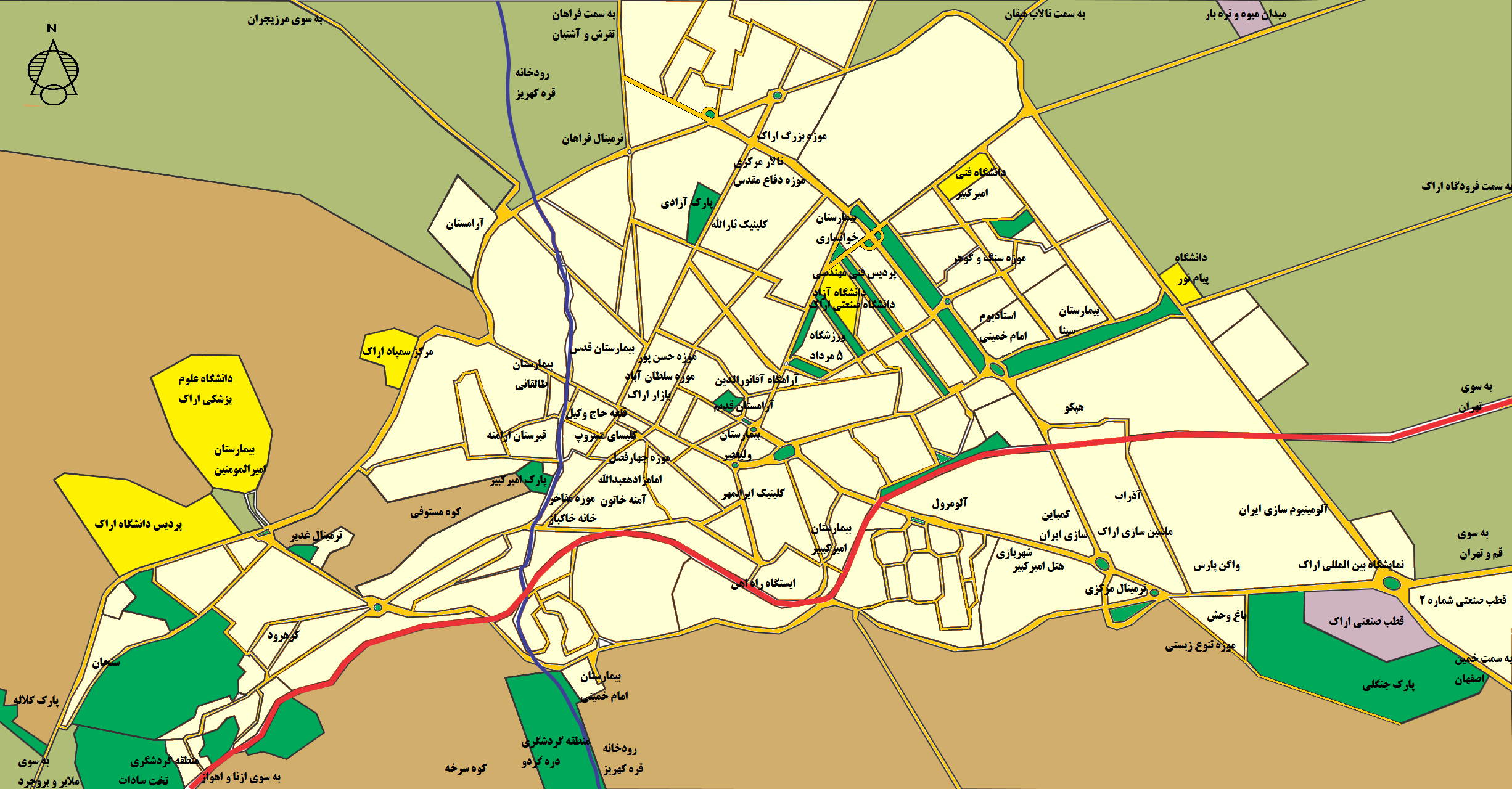
نقشه کلان‌شهر اراک (۲۰۱۳ میلادی)

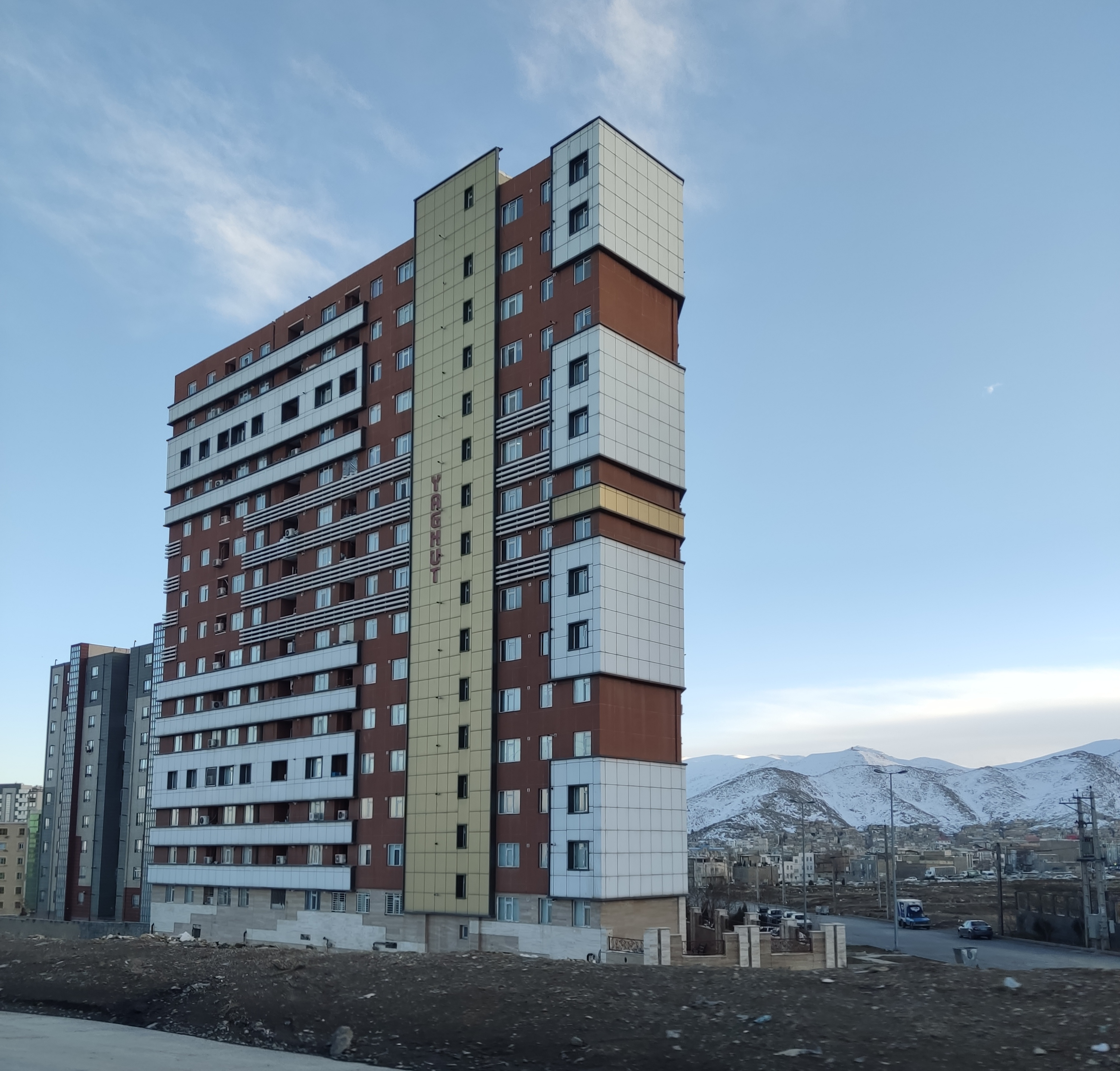
یک ساختمان مدرن در مناطق نوساز اراک

### شهرداری

ساختمان نخستین شهرداری (بلدیه) اراک واقع در میدان ارگ کنونی ۱۳۱۴

تاریخ تأسیس شهرداری در اراک به موج دوم نوگرایی در حکومت پهلوی اول بازمی‌گردد. در این دوره با تصویب قانون بلدیه، اقدامات شهرسازی گسترش یافت. بر این اساس بناهای اداری در شهرها ابتدا در تهران و سپس در شهرهای دیگر مانند تبریز، مشهد، اصفهان، همدان و  ازجمله اراک ساخته شد.
شهرداری اراک در سال ۱۲۹۸ خورشیدی تأسیس گردید. پیش از پیوستن شهرداری‌های سنجان و کرهرود، شهر اراک دارای ۴ منطقه شهرداری بود که از سال ۱۳۹۰ با پیوستن کرهرود و سنجان، به ۶ منطقه افزایش یافته است.

### سلامت و بهداشت
در سال ۱۳۹۰ خورشیدی شمار تخت‌های بیمارستانی موجود شهر اراک ۱٬۰۸۹ تخت بوده است که شامل ۸۶۱ تخت در بیمارستان‌های دولتی، ۱۱۲ تخت در بیمارستان تحت پوشش تأمین اجتماعی و ۱۱۶ تخت در بیمارستان‌های بخش خصوصی است. مجموع مساحت زیربنای فضاهای درمانی شهر اراک به ۵۸٬۸۰۰ متر مربع می‌رسد.
شهر اراک از قطب‌های مهم درمان سرطان غرب کشور است. از شمار تخت‌های بیمارستانی، ۵۵ تخت به بیماران سرطانی اختصاص داده شده است که در دو بیمارستان امیرکبیر و بیمارستان آیت‌الله خوانساری قرار دارند که این شمار برای درمان بیماران ناکافی به‌نظر می‌رسد.
همچنین در سال ۱۳۹۰ در سطح شهر اراک شمار ۳۰ آزمایشگاه، ۷۶ داروخانه، ۳۰ مرکز پرتونگاری و ۳۵ مرکز توانبخشی وجود داشته است.
بیمارستان ولی‌عصر (دانشگاهی)، بیمارستان امیرالمؤمنین (دانشگاهی)، بیمارستان آیت‌الله خوانساری (دانشگاهی)، بیمارستان امیرکبیر (دانشگاهی)، بیمارستان آیت‌الله طالقانی (دانشگاهی)، بیمارستان امام‌خمینی (تأمین اجتماعی) و بیمارستان قدس (خصوصی) و بیمارستان بوعلی سینا  ازجمله مراکز درمانی شهر اراک هستند.
ازجمله شایع‌ترین بیماری‌ها در اراک، سرطان ریه و ام‌اس است که دلیل آن آلودگی هوای شهر اعلام شده است. بیمارستان آیت‌الله خوانساری تنها مرکز درمان بیماران سرطانی در شهر اراک و استان مرکزی است که  به‌دلیل کمبود تجهیزات پاسخگوی نیاز بیماران نیست.
در چند دهه اخیر ابتلاء به سرطان در اراک رشد چشمگیری داشته است. آمارها نشان می‌دهد سرطان ریه، مثانه و تیروئید سه سرطانی هستند که مبتلایان به آن‌ها در اراک بیشتر از میانگین کشوری بوده و سن ابتلاء به بیماری سرطان در اراک به سه سال کاهش یافته است. تقریباً هر ساله ۱٬۵۰۰ نفر به جمع مبتلایان سرطانی این شهر افزوده می‌شود. بر اساس آمار انجمن خیریه حمایت از بیماران سرطانی، استان مرکزی در ابتلای سرطان مردان رتبه اول و در زنان رتبه چهارم را دارد. همچنین طبق آمار غیررسمی اراک بیشترین بیماران ام‌اس را پس از اصفهان دارد.

### زیرساخت‌های اولیه
در سال ۱۳۰۴ خورشیدی شماری از افراد توانگر شهر با سرمایه‌ای حدود ۴۰۰٬۰۰۰ ریال اقدام به خرید یک‌دستگاه مولد ۷۵ کیلوواتی برای تأمین برق شهر می‌کنند. این مولد در اداره برق نصب شهر شد و از ساعت ۱۹ تا ۲۳ کار می‌کرد. در آن زمان ۷۳ انشعاب برق به خانه‌های پیرامون اداره داده شده بود. در سال ۱۳۲۰ خورشیدی شرکت سهامی برق اراک تأسیس شد و در سال ۱۳۲۲ خورشیدی با خرید دو دستگاه مولد دیزلی به قدرت ۴۰۰ کیلووات، قدرت تولید برق در شهر تا حدودی افزایش یافت. اداره برق اراک سال ۱۳۴۶ خورشیدی زیر مدیریت برق غرب کشور قرار گرفت و در سال ۱۳۵۰ خورشیدی به شبکه سراسری متصل شد. امروزه امور برق شهر اراک زیرنظر شرکت برق منطقه‌ای باختر قرار دارد و شمار انشعاب‌های موجود در شهر برابر با ۲۰۷٬۶۴۵ مشترک است.
در گذشته و پیش از پیدایش سامانه آبرسانی به‌وسیله لوله‌کشی، آب شهر از یک رشته قنات تأمین می‌شد که توسط یوسف‌خان گرجی وقف شهر شده بود. با افزایش جمعیت شهر بر شمار قنات‌ها افزوده شد. از سال ۱۳۹۱ خورشیدی آب نوشیدنی شهر اراک از سد کمال‌صالح تأمین می‌شود. سد سنگریزه‌ای کمال‌صالح که بر روی رودخانه تیره، از سرشاخه‌های دز و در ۷۴ کیلومتری جنوب غربی شهر اراک احداث شده است، آب مورد نیاز شهرهای اراک، شازند و صنایع بزرگ منطقه را تأمین می‌کند.
تاریخ ایجاد شبکه تصفیه فاضلاب در شهر به سال ۱۳۷۳ خورشیدی بازمی‌گردد. سامانه تصفیه فاضلاب شهر دارای ۸۵۳ کیلومتر خط انتقال و شبکه جمع‌آوری اصلی و فرعی و یک تصفیه‌خانه با ظرفیت تصفیه ۷۷ هزار مترمکعب در شبانه‌روز است که حدود ۳۵۵٬۰۰۰ نفر را تحت پوشش قرار می‌دهد.
تاریخ دقیق گازرسانی به شهر اراک مشخص نیست. در سال ۱۳۹۱ خورشیدی شمار انشعاب گاز طبیعی در منطقه اراک برابر با ۷۵٬۵۵۲ انشعاب بوده است که ۱۴۵٬۱۰۶ خانوار، ۹٬۱۹۳ واحد تجاری و ۱٬۰۷۲ واحد صنعتی را دربر می‌گیرد.
قدمت ورود وسایل مخابراتی به شهر به سال ۱۲۹۲ خورشیدی بازمی‌گردد. در آن سال شهر اراک (سلطان‌آباد) با یک رشته سیم تلگرافی به تهران متصل شده بود. اداره تلفن شهری اراک در سال ۱۳۰۴ خورشیدی در اتاق کوچکی در طبقه بالای ساختمانی واقع در دروازه حاج علینقی با هشت شماره تلفن سیگنال پیوسته ایجاد شد. پس از مدتی این اداره به خیابان امیرکبیر انتقال پیدا کرد و در سال ۱۳۰۶ خورشیدی با داشتن ۱۲۵ شماره تلفن به طبقه بالای ساختمان واقع در خیابان خوانساری‌ها تغییر مکان نمود و پی در پی به شماره‌های تلفن سیگنال پیوسته افزوده شد تا اینکه در سال ۱۳۴۰ خورشیدی شمار شماره تلفن‌ها به ۹۲۵ شماره تلفن رسید. در سال ۱۳۴۱ خورشیدی با نصب ۲٬۰۰۰ شماره جدید، تلفن‌های سیگنال پیوسته به دیجیتال تبدیل شدند و در سال ۱۳۵۱ شمار شماره‌های تلفن به ۶٬۰۰۰ شماره افزایش یافت. در دوران نظام جمهوری اسلامی ایران توسعه شبکه‌های مخابراتی شهر افزایش یافت. در سال ۱۳۹۱ شمار خط واگذار شده تلفن ثابت در اراک ۲۶۷٬۰۶۳ خط و شمار خط واگذار شده تلفن همراه برابر با ۶۵۲٬۳۹۳ خط بوده است.

### فضای سبز
شمار ۱۰۰ پارک با مساحتی بالغ بر ۳۶۸٫۵ هکتار در شهر اراک وجود دارد. از لحاظ مساحت، مناطق ۱ و ۳ شهر دارای سطح مطلوب فضای سبز هستند و منطقه ۲  به‌دلیل قدیمی بودن بافت با کمبود فضای سبز مواجه است. با توجه به صنعتی بودن شهر اراک بنابر ماده ۱۱ طرح جامع کاهش آلودگی هوای اراک مقرر شده است تا ۳۰ درصد فضای واحدهای تولیدی و صنعتی به فضای سبز تبدیل گردد، اما تاکنون هیچ اقدامی در جهت افزایش میزان فضای سبز در صنایع شهر صورت نگرفته است.
اکنون میزان فضای سبز شهر اراک حدود ۹۰۰ هکتار است که با ایجاد ۱٬۰۰۰ هکتار مصوب در طرح جامع آلودگی هوا در آینده، این میزان به ۱٬۹۰۰ متر مربع افزایش خواهد یافت. در سال ۱۳۹۲ سرانه فضای سبز در اراک به‌ازای هر نفر، ۲۰ مترمربع بوده است.

## مراکز تفریحی

### پارک‌ها
ازجمله مراکز تفریحی شهر اراک به موارد زیر اشاره می‌شود:
- شهربازی (پارک لاله): این شهربازی که در سال ۱۳۶۹ خورشیدی با سرمایه بخش خصوصی افتتاح گردید و دارای سه لوناپارک، رستوران و دیگر خدمات تفریحی و رفاهی است. این مکان در ساعت‌های اوج شلوغی، پذیرای ۲۰ هزار نفر بازدیدکننده است.[۱۳۷]
- مجموعه طوفان: این مجموعه  درحال ساخت، بزرگ‌ترین شهربازی سرپوشیده خاورمیانه است که در کیلومتر هفت بزرگراه امام‌خمینی قرار دارد. این مجموعه در زمینی به مساحت ۱۱۰ هزار مترمربع و زیربنای ۲۲٬۰۰۰ متر است که در سه فاز اجرا خواهد شد.[۱۳۸] مجموعه دارای یک هتل ۴ ستاره، پیست اتومبیل‌رانی (باز و سرپوشیده)، رستوران، سالن تنیس، سالن اسکواش و اسکیت، مجتمع بازی‌های کودکان، پارک آبی و ترن هوایی است.[۱۳۹]
- شهربازی پامچال: این شهربازی جنب پارک آزادی در انتهای خیابان قائم‌مقام قرار دارد.[۱۴۰]

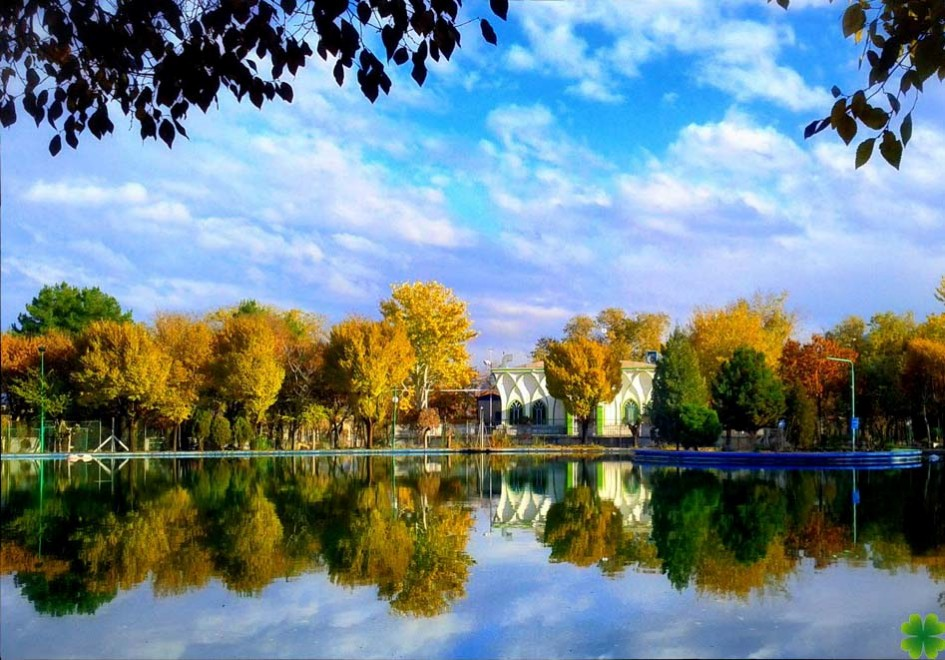
نمایی از پارک شهر اراک

- باغ‌وحش اراک: به‌عنوان یکی از جاذبه‌های گردشگری مهم شهر در حاشیه جنوب شرقی اراک واقع شده است. این باغ‌وحش با وسعت ۳۲ هکتار در سال ۱۳۷۴ خورشیدی بنا شده و سالانه پذیرای حدود ۸۰٬۰۰۰ بازدیدکننده علاقه‌مند به تنوع زیستی و طبیعت است[۱۴۱]

### مراکز خرید

#### مراکز خرید سنتی

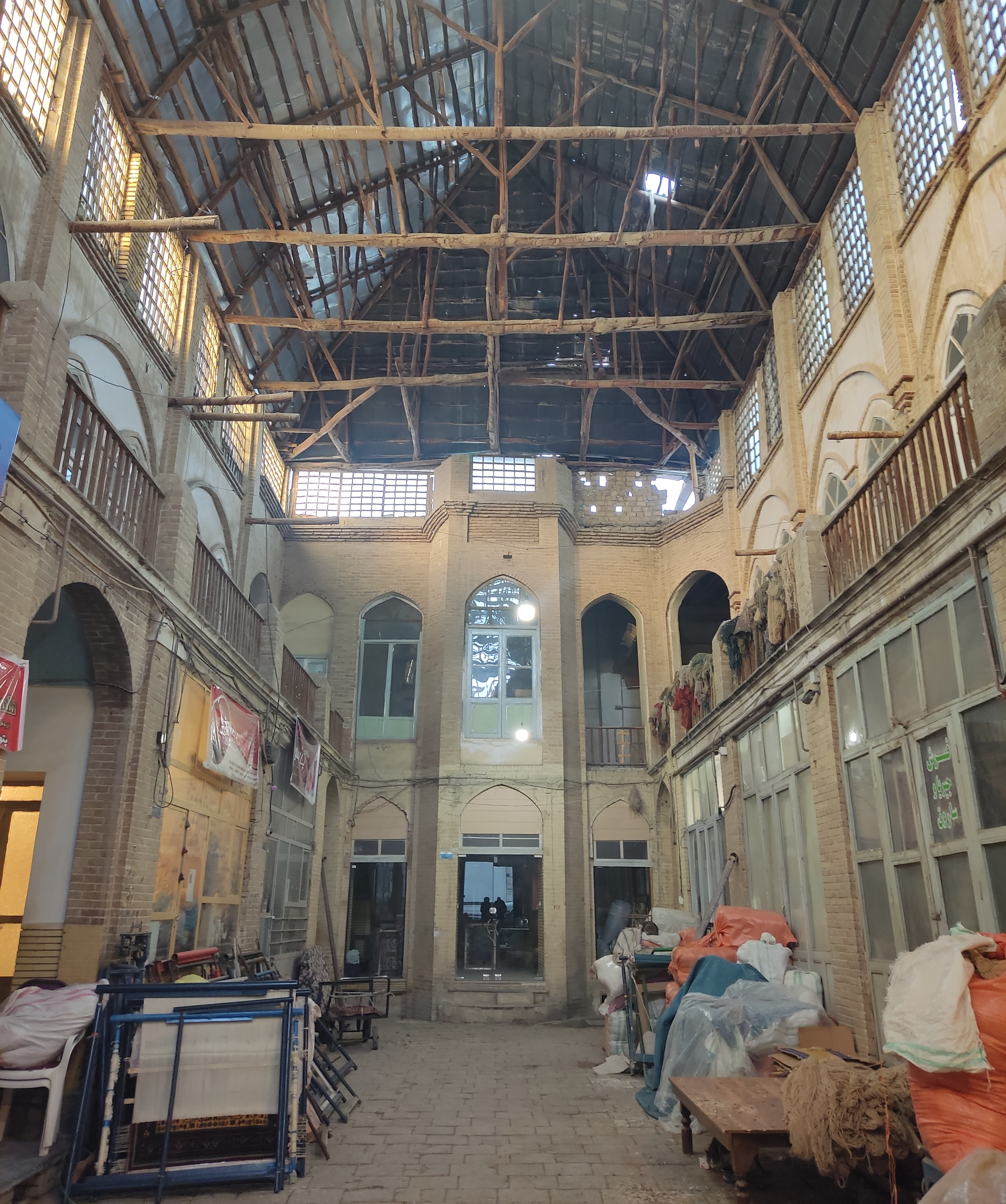
نمایی از بافت سنتی بازار اراک

بازار اراک (بازار سهام سلطان) افزون بر اینکه بنایی تاریخی است، جایی برای دادوستد امروزه مردم اراک نیز می‌باشد و نقش تاریخی خود را تا به امروز نگه‌داشته است.

#### مراکز خرید نوین
مراکز خرید مدرنی افزون بر مراکز خرید قدیمی و تاریخی در سال‌های اخیر در اراک ساخته شده‌اند که از آن جمله می‌توان به مجتمع تجاری گلستان، مجتمع تجاری آسمان، پاساژ دیدار، پاساژ صدف، پاساژ طلا، پاساژ تهرانی، پاساژ ثنا و خاتم اشاره کرد.

## مشکلات شهری

### آلودگی هوا

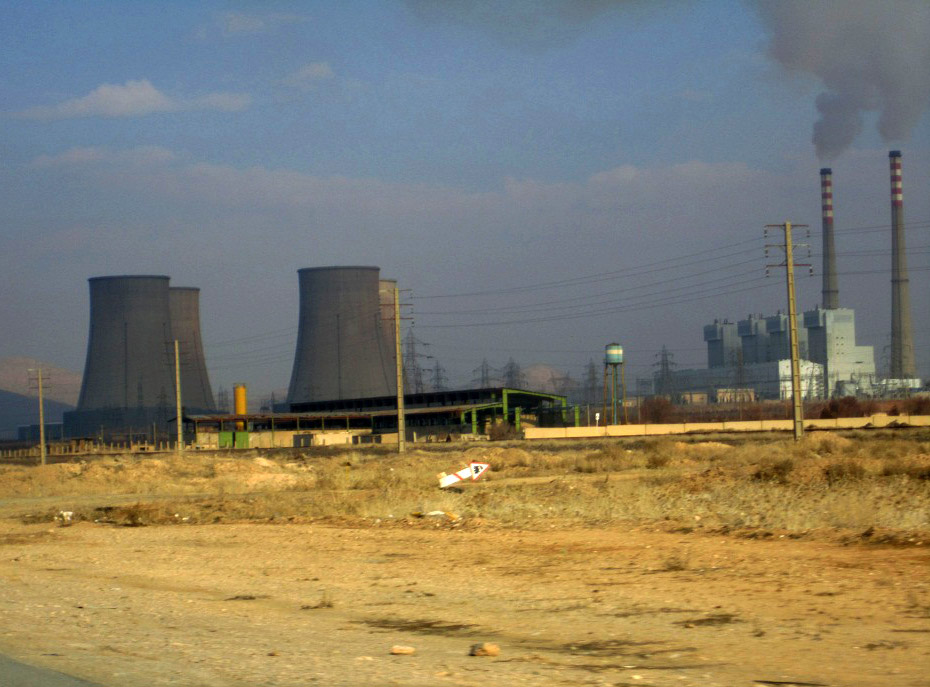
نیروگاه حرارتی شازند اراک، یکی از منابع آلوده‌کننده هوای اراک

هوای اراک در زمره آلوده‌ترین کلان‌شهرهای ایران قرار دارد. عواملی همچون رشد جمعیت و به پیرو آن افزایش خودرو و همچنین افزایش روند صنعتی شدن و ساخت کارخانه‌های گوناگون باعث شده است که این شهر جزو یکی از هشت کلان‌شهر آلوده کشور به حساب بیاید.
در سال ۲۰۰۹ (میلادی) اراک در رتبه ۷۱ آلوده‌ترین شهرهای جهان قرار داشته است. هوای اراک از نظر داشتن عوامل آلوده‌کننده از تهران آلوده‌تر است. ورود حجم بسیاری از آلودگی‌ها به این شهر نشان می‌دهد که درصد بالایی از آلودگی در شهری با وسعت کم متمرکز شده است و این حجم از آلودگی هم برای انسان و هم برای محیط زیست بسیار خطرناک است. به منظور کاهش آلودگی هوای شهر، دولت در سال ۱۳۸۶ خورشیدی طرحی با نام طرح جامع کاهش آلودگی هوای اراک را تصویب کرد. در این طرح راهکارهایی برای کاهش آلودگی هوا ارائه شد. هر چند که برخی از منابع دولتی روند اجرای این طرح در شهر اراک را مناسب جلوه می‌دهند، اما تعلل برخی از سازمان‌ها در اجرای بندهای این طرح  ازجمله کمبود فضای سبز شهری، توجه نکردن مسئولان برخی از صنایع آلوده‌کننده هوا نسبت به رفع منابع آلودگی و کمبود اعتبار مورد نیاز اجرای طرح، موجب کندی روند اجرای طرح شده است.
بی‌توجهی مسئولان شهری به آلودگی هوا باعث شد تا تجمع‌های اعتراضی در سال ۱۳۹۲ خورشیدی به مدت ۱۸ هفته در این شهر برگزار شود. این تجمعات موجب شد تا روزنامه الشرق الاوسط مردم شهر اراک را ثابت‌قدم‌ترین مردم ایران در زمینه اعتراض به مسائل زیست‌محیطی معرفی کند.
اراک در زمره هشت کلان‌شهر آلوده کشور قرار دارد. سهم منابع ثابت (صنایع و کارخانه‌ها) در آلودگی هوای اراک ۵۰٪ و سهم منابع متحرک (خودروها و وسایل نقلیه) ۴۵٪ اعلام شده است. در برخی از روزها آلودگی هوا به حدی می‌رسد که از مرز هشدار فراتر می‌رود، طوری‌که در سال ۱۳۹۱ خورشیدی شمار روزهای ناسالم ۱۸۵ روز و در ۴ ماهه اول سال ۱۳۹۲ خورشیدی شمار روزهای آلوده به ۶۸ روز اعلام شد. آلودگی هوا، اثرهای جدی به سلامت تن و روان شهروندان دارد، بطورمثال این آلودگی باعث افزایش اشعه زیانبار فرابنفش خواهد شد که به ابتلای سرطان پوست منجر می‌گردد.

### ترافیک
ترافیک معابر و خیابان‌ها نیز یکی از چالش‌های مهم شهر اراک است.  ازجمله عوامل به وجود آورنده ترافیک در شهر اراک افزایش روزافزون شمار خودروها، شرایط نامناسب خیابان‌ها، عدم تعیین تکلیف تملک اراضی و تعریض معابر شهری، ضعف فرهنگ ترافیک، ضعف شبکه ترابری شهری و نبود مدیریت واحد شهری است.
شمار خودروهای موجود در شهر اراک در سال ۱۳۹۲ خورشیدی برابر با ۱۴۸٬۹۵۰ خودرو بوده است و به‌ازای هر چهار نفر یک خودرو در شهر وجود دارد.
برخی از مسئولان شهر مدعی هستند که وضعیت ترافیک شهر مشکل‌ساز نیست و مدت زمان بار ترافیکی شهر حتی گاهی کمتر از ۱۰ دقیقه است، اما شواهد امر بازگوکننده شکل دیگری از این مشکل است. برای ساماندهی به ترافیک، طرح‌های مختلفی پیشنهاد شده است که  ازجمله آن‌ها طرح جامع ترافیک شهر اراک، احداث بزرگراه درون‌شهری امیرکبیر، آموزش فرهنگ ترافیک به مردم، سامانه کنترل هوشمند ترافیک اشاره کرد، اما اجرای بسیاری از این طرح‌ها بلاتکلیف مانده است.
آلودگی هوا و ترافیک‌های شدید باعث شد تا طرح متروی اراک توسط مدیرکل دفتر فنی استانداری مرکزی به‌طور رسمی مطرح شود.

### گرانی مسکن
اراک چهارمین شهر گران ایران در زمینه مسکن، پس از تهران، اصفهان و کرج است. این شهر  ازجمله شهرهایی است که قیمت مسکن در آن همواره بالاتر از میانگین کشور بوده است.  ازجمله دلایل گرانی مسکن، صنعتی بودن شهر و استقرار صنایع بزرگ در پیرامون شهر، نبود عوامل نظارتی و قوانین بازدارنده برای کنترل قیمت در کشور می‌باشد.

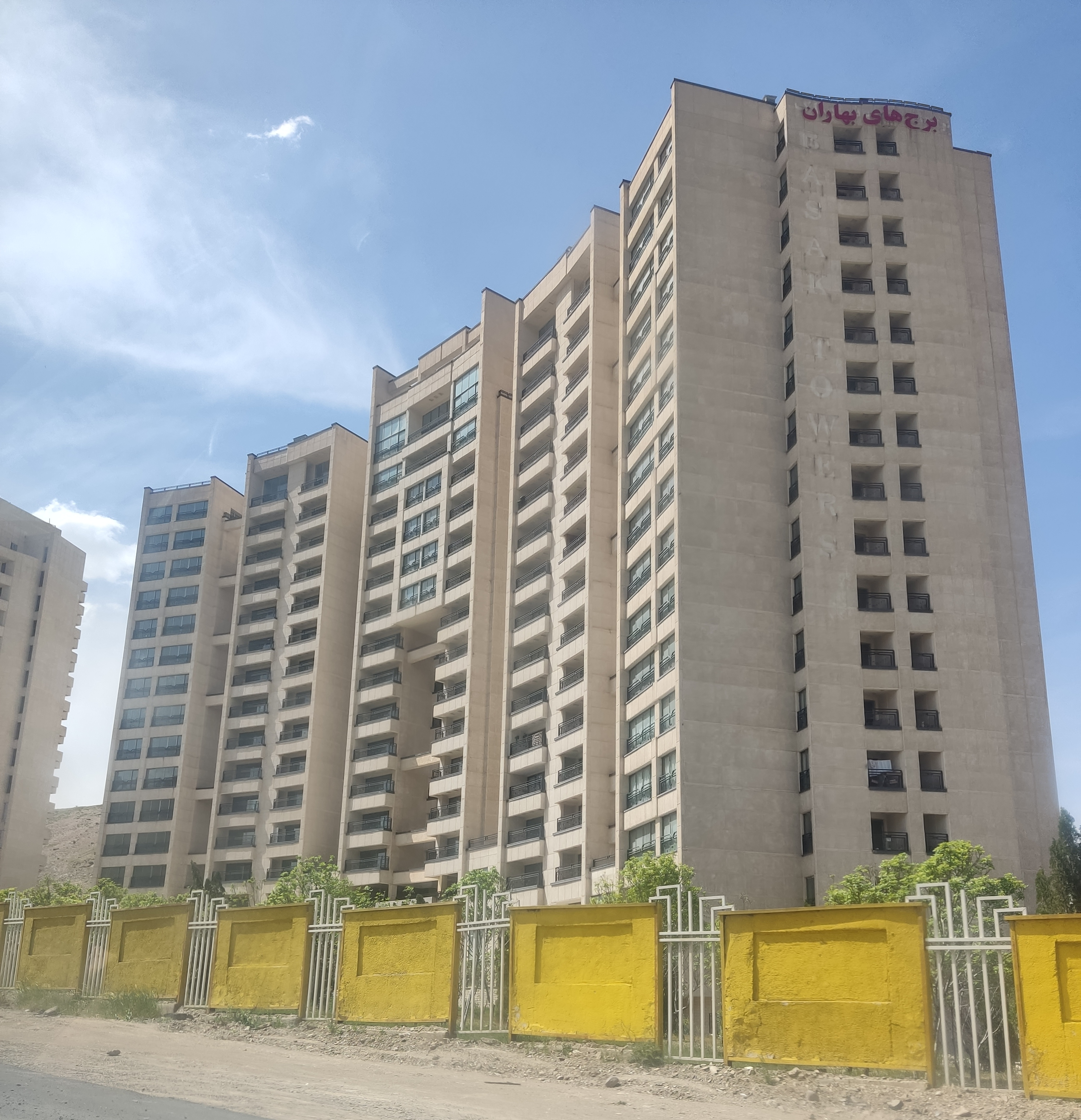
بلوک‌های مسکونی اراک

اما اصلی‌ترین دلیل گرانی مسکن در اراک، عدم الحاق مناطق بایر کناری شهر به‌ویژه منطقه ششصد هکتاری قنات ناصری به محدوده‌ی شهری برشمرده شده است. الحاق این منطقه به کلان‌شهر اراک به بهانه‌های گوناگونی مانند وجود باغ‌ها در بخش بسیار کوچکی از منطقه قنات ناصری هیچگاه انجام نشده است. باوجود قرارگیری این منطقه در درون محدوده‌ی کمربندی شهری، شورای معماری و شهرسازی کشور از مخالفان اصلی الحاق این منطقه به شهر اراک است. تأثیر عدم الحاق مناطق مجاورتی به اراک به‌گونه‌ای است که در مدت ۳۵ سال جمعیت اراک تنها ۲٫۵ برابر شده است درحالی‌که در همین مدت جمعیت قم (که تا سال ۱۳۶۵ جزو استان مرکزی بوده و جمعیتی معادل اراک داشته است) حدود شش‌برابر شده است.

## فرهنگ

### آداب و رسوم

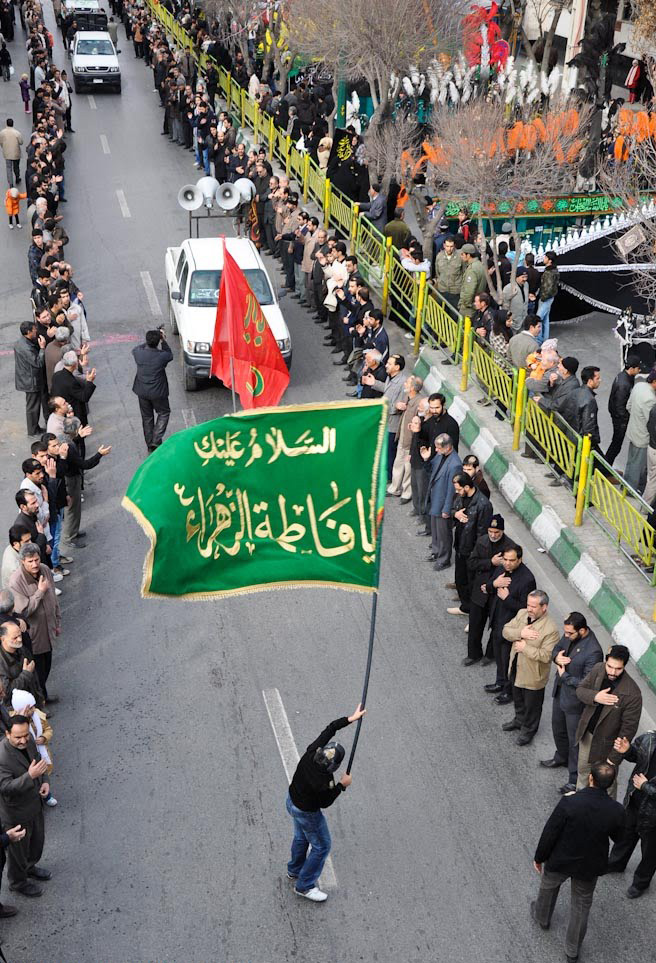
عاشورا در اراک

از آنجا که شهر اراک پیشینه تاریخی چندانی ندارد، فرهنگ مردم شهر متأثر از فرهنگ‌های مختلف است. این فرهنگ بیشتر از باورهای فولکلوریک باجنبه مذهبی یا اجتماعی شکل گرفته است.  ازجمله این باورها می‌توان به نذر و نیاز برای امامزادگان و اماکن مقدس و عقیقه‌کردن کودک که از اعتقادات مذهبی شکل گرفته یا برخی باورهای خرافی مانند گذاشتن شیء نوک‌تیز بالای سر زائو برای دفع آل، دوختن سفره بالای سر عروس برای بستن زبان خانواده شوهر و چله‌بری (اعتقادات خرافی برای باردارشدن تازه عروس) اشاره کرد که در گذشته رایج بوده است. همچنین  ازجمله مراسم سنتی که در گذشته در اراک رواج داشته، مراسم جشن کوسه ناقلدی و رشکی و ماسی را می‌توان نام برد.
در گذشته در شهر اراک ازدواج درون گروه (ازدواج فامیلی) رواج داشت و همین امر سبب شده است که بیشتر مردم که بیشتر روستایی بودند با هم همخون باشند، اما زندگی جدید شهری و افزایش روابط اجتماعی میان زنان و مردان در اداره‌ها، کارخانه‌ها و دانشگاه سبب شده که دایره همسرگزینی از حالت محدود بیرون بیاید. هرچه زندگی شهری بیشتر به طرف صنعتی‌سازی حرکت می‌کند، دایره همسرگزینی نیز وسیع‌تر می‌گردد که می‌توان این حرکت را ازدواج درون گروه به طرف ازدواج در محله، ازدواج در شهر، ازدواج در شهر دیگر و حتی ازدواج در خارج از کشور تعبیر کرد.
عزاداری در اراک به چهار صورت روضه‌خوانی، نوحه‌خوانی، عزاداری به وسیله هیئت مذهبی و تعزیه رواج دارد. یکی از ویژگی‌های عزاداری در اراک مراسم تعزیه سیار است. این نوع تعزیه پس از ۳۲ سال وقفه دوباره در شهر احیا شد.

### سینما
تاریخ ایجاد نخستین سینما در اراک به سال ۱۳۱۰ خورشیدی بازمی‌گردد. در آن سال ایرمانوف که یکی از مهاجرین روس بود سینما آریان را احداث کرد و تا سال ۱۳۱۴ خورشیدی در شهر به فعالیت پرداخت. این سینما در کنار کارخانه برق قدیم شهر قرار داشت. بهای بلیت سینما دو شاهی بود و صاحب آن برای جلب مردم، هرچند وقت یکبار، دانش‌آموزان مدارس را مجانی به سینما دعوت می‌کرد. دومین سینمای شهر با نام «سینما اراک» در سال ۱۳۱۸ خورشیدی در محل کنونی پاساژ امیرکبیر افتتاح شد. چون صاحبان سینما ارمنی بودند، سینما با نام «سینما موسیو» معروف شده بود. در سال ۱۳۳۷ خورشیدی «سینما ایران» ساخته شد که سال‌ها بعد با تغییر صاحبان سینما به «سینما کاپری»، «سینما آزادی» و «سینما عصرجدید» تغییر نام داد. در سال ۱۳۳۹ خورشیدی «سینما دنیا» ساخته شد که بعدها به «سینما دیاموند» و «سینما فرهنگ» تغییر نام داد. در سال ۱۳۴۹ خورشیدی «سینما قصر طلایی» و در سال ۱۳۵۶ خورشیدی «سینما شهرصنعتی» ساخته شد. برخی از سینماها مانند سینما شهرصنعتی و سینما قصر طلایی چند دهه بعد تعطیل شدند.
بزرگ‌ترین سینمای کشور با نام سینما استقلال، در شهر اراک قرار دارد. این سینما که ظرفیت مناسب آن به بیش از ۹۰۰ صندلی می‌رسد، پس از هشت سال تعطیلی، به مرکز فرهنگی، هنری و سینمایی تبدیل شده است.
علاوه بر سینما استقلال، شهر دارای ۳ سینمای دیگر است که می‌توان به سینماهای فرهنگ و عصرجدید اشاره کرد. سینما فرهنگ، قدمتی بیش از ۵۰ سال دارد.
در ۲۷ دی ۱۴۰۲ پردیس سینمایی پروین اعتصامی با سه سالن نمایش در هتل امیرکبیر افتتاح شد همچنین سینما ستارگان اراک با یک سالن دیگر سینمای فعال شهر اراک محسوب می‌شود.

### کتابخانه
پس از ساخت شهر اراک نخستین کسی که به فکر تأسیس کتابخانه افتاد، حاج آقا محسن عراقی بود. وی کتابخانه شخصی بسیار نفیسی در شهر فراهم آورد که تا پیش از سال ۱۳۴۷ خورشیدی، نزد فرزندان او موجود بود و سپس متفرق گردید. از نسخه‌های نفیس کتابخانه او نسخه‌ای از دیوان انوری به تاریخ ۶۶۸ قمری است، که باید آن را کهن‌ترین نسخه دیوان انوری در جهان دانست.
نخستین کتابخانه عمومی شهر اراک در سال ۱۳۲۲ قمری و به همت جمعی از بزرگان اراک تأسیس شد. پس از آن، در سال ۱۳۱۳ خورشیدی کتابخانه‌ای عمومی توسط حسین دها در منزل شخصی او دایر گردید. کتابخانه شماره ۱، کتابخانه شهید زراستوند، کتابخانه میرجعفری، کتابخانه آیت‌الله اراکی، کتابخانه دکتر حصیبی، کتابخانه استاد دهگان، کتابخانه ولیعصر، کتابخانه سنجان و کتابخانه امام‌خمینی کرهرود و کتابخانه دکتر خزائلی (نابینایان)  ازجمله کتابخانه‌های مهم شهر هستند.
در سال ۱۳۸۹ خورشیدی شمار ۹ کتابخانه عمومی و ۷ کتابخانه مشارکتی در شهر اراک وجود داشته است. شمار کل اعضای کتابخانه‌ها به ۱۲٬۷۴۶ نفر می‌رسد.

## گردشگری

### آثار تاریخی
با توجه به اینکه شهر اراک در دوره قاجار ساخته شد، بیشتر آثار کهن باقی‌مانده در این شهر از این دوره می‌باشد.  ازجمله مهم‌ترین اثر تاریخی شهر، می‌توان به مجموعه تاریخی بازار اراک اشاره کرد که از بناهای نخستین شهر اراک بوده است. مدرسه سپهداری که هم‌زمان با بازار ساخته شده است، از مکان‌هایی است که امام‌خمینی بخشی از سال‌های عمر خود را در این مدرسه سپری کرد. حمام چهارفصل، که از نظر مساحت بزرگ‌ترین حمام ایران است، یکی دیگر از آثار تاریخی شهر است که به موزه مردم‌شناسی تبدیل شده است. خانه حسن‌پور از بناهای قدیمی شهر اراک است که به صورت درون‌گرا ساخته شده و به موزه صنایع دستی تبدیل شده است. برج شیشه از بناهای معروف شهر بود که  به‌دلیل وجود تزئینات کاشی معقلی به این نام معروف شد. این بنا در سال ۱۳۶۱ تخریب شد. قلعه حاج‌وکیل نیز یکی از بناهای دوره قاجار است که در قدیم یکی از کارگاه‌های بزرگ فرشبافی کمپانی زیگلر و کنسولگری انگلیس در اراک بود. همچنین ارگ حکومتی اراک، کاروانسرای شاه‌عباسی، خانه آقا محسن عراقی و خانه خاکباز از دیگر آثار تاریخی شهر می‌باشند.

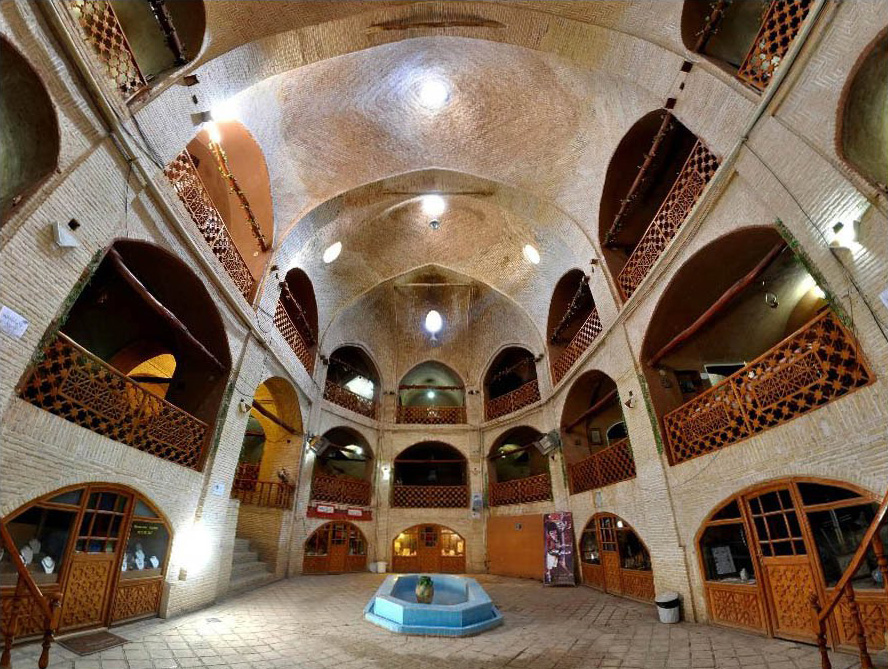
بازار اراک
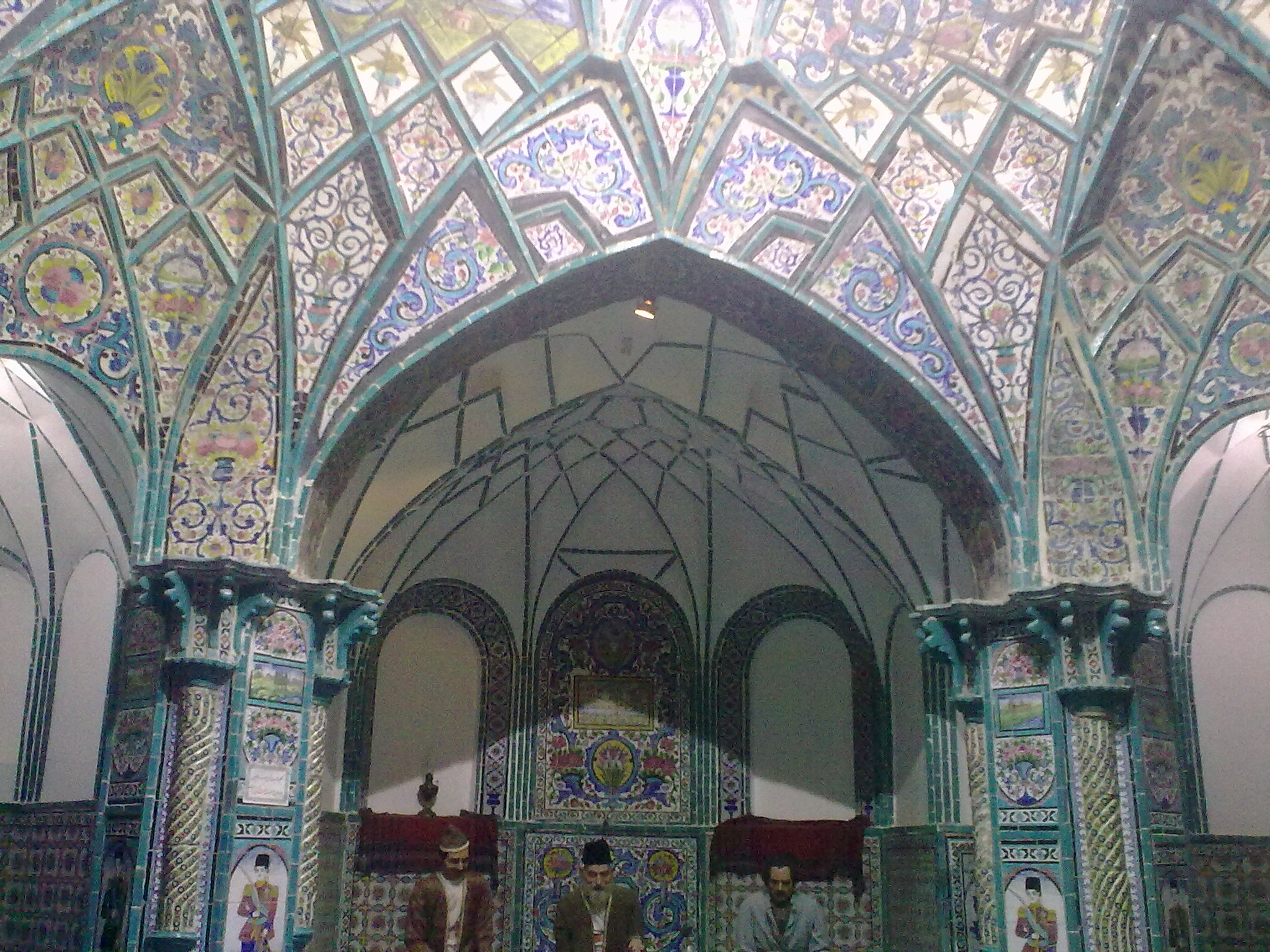
حمام چهارفصل
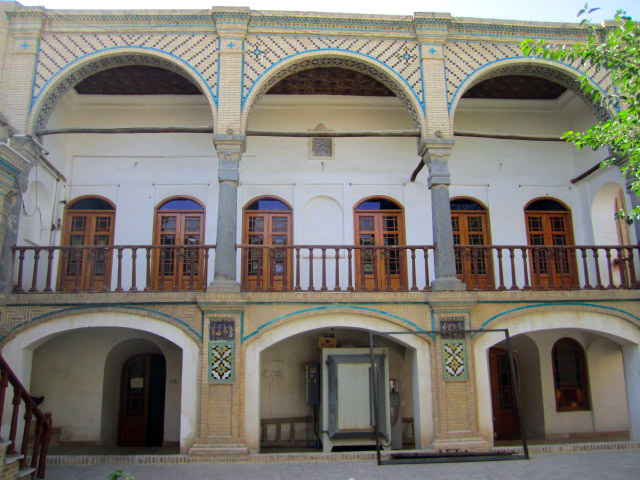
خانه حسن‌پور

### جاذبه‌های طبیعی
- تالاب میقان: این تالاب با وسعت ۲۵ هزار هکتار در ۱۵ کیلومتری شمال شرق شهر اراک و در جنوب شهر داوودآباد واقع شده است.[۱۹۲]  به‌دلیل وجود تنوع پرندگان مهاجر در این منطقه، تالاب به یکی از مناطق طبیعت گردی شهر اراک تبدیل شده است.[۱۹۳]
- منطقه نمونه گردشگری دره گردو: این منطقه با وسعت ۱۰۰ هکتار در جنوب شهر اراک قرار دارد و از آب و هوای مناسب و طبیعت بکر برخوردار است. این منطقه در سال ۱۳۸۵ خورشیدی توسط هیئت دولت به عنوان منطقه نمونه گردشگری تصویب شد.[۱۹۴]
- منطقه نمونه گردشگری تخت‌سادات (باغ‌های کرهرود و سنجان): یکی از جاذبه‌های طبیعی با وسعت ۱۰۰ هکتار و در نزدیکی منطقه کرهرود و سنجان است. از جاذبه‌های منطقه وجود چشمه، باغ‌های میوه و آرامگاه سادات کرهرود است.[۱۹۵]
- منطقه تفرجگاهی سرخ کوه (کوه سرخه):  ازجمله مکان‌های تفرجگاهی شهر اراک و در همسایگی منطقه نمونه گردشگری دره گردو است.[۱۹۴]

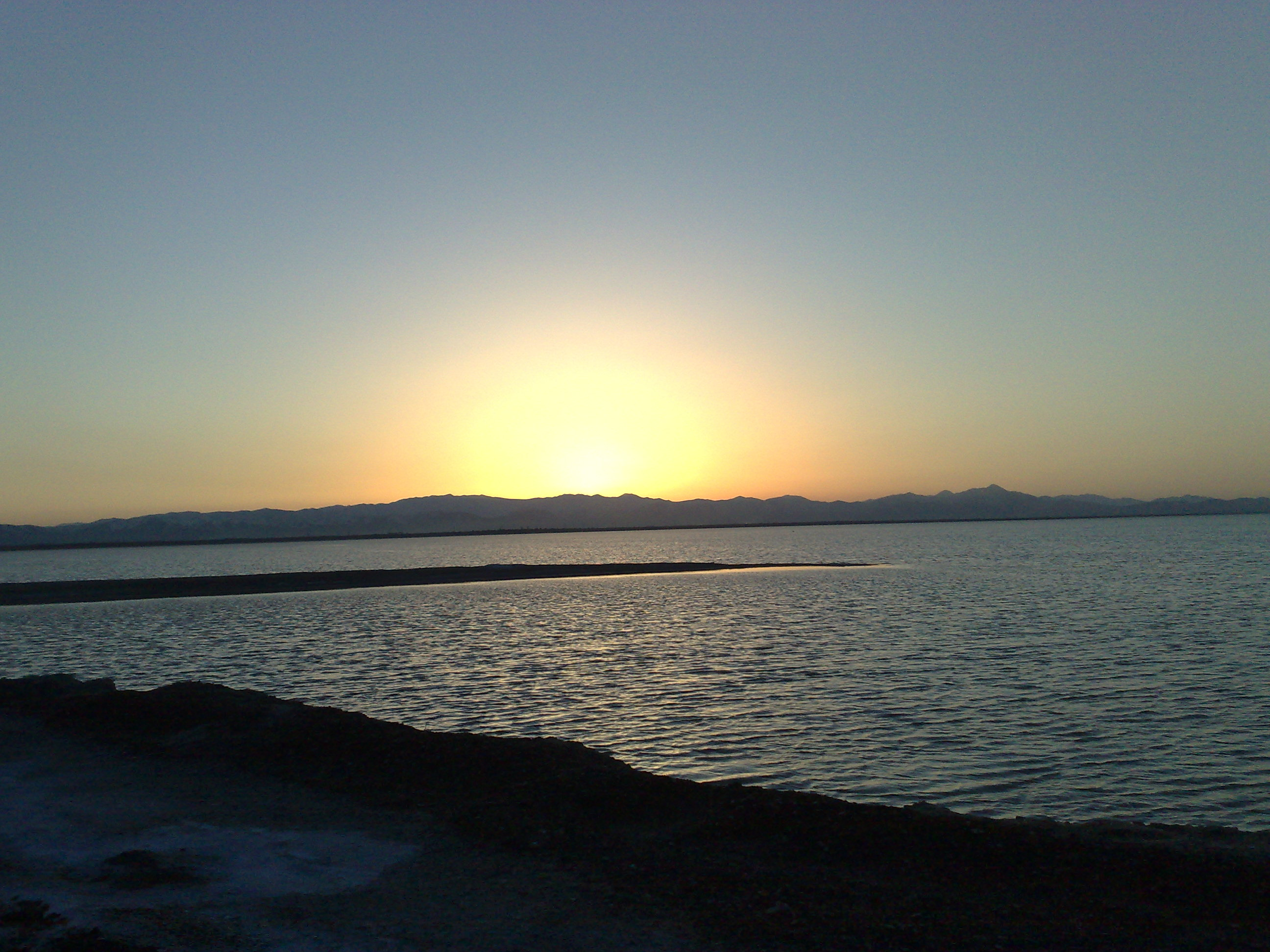
تالاب میقان
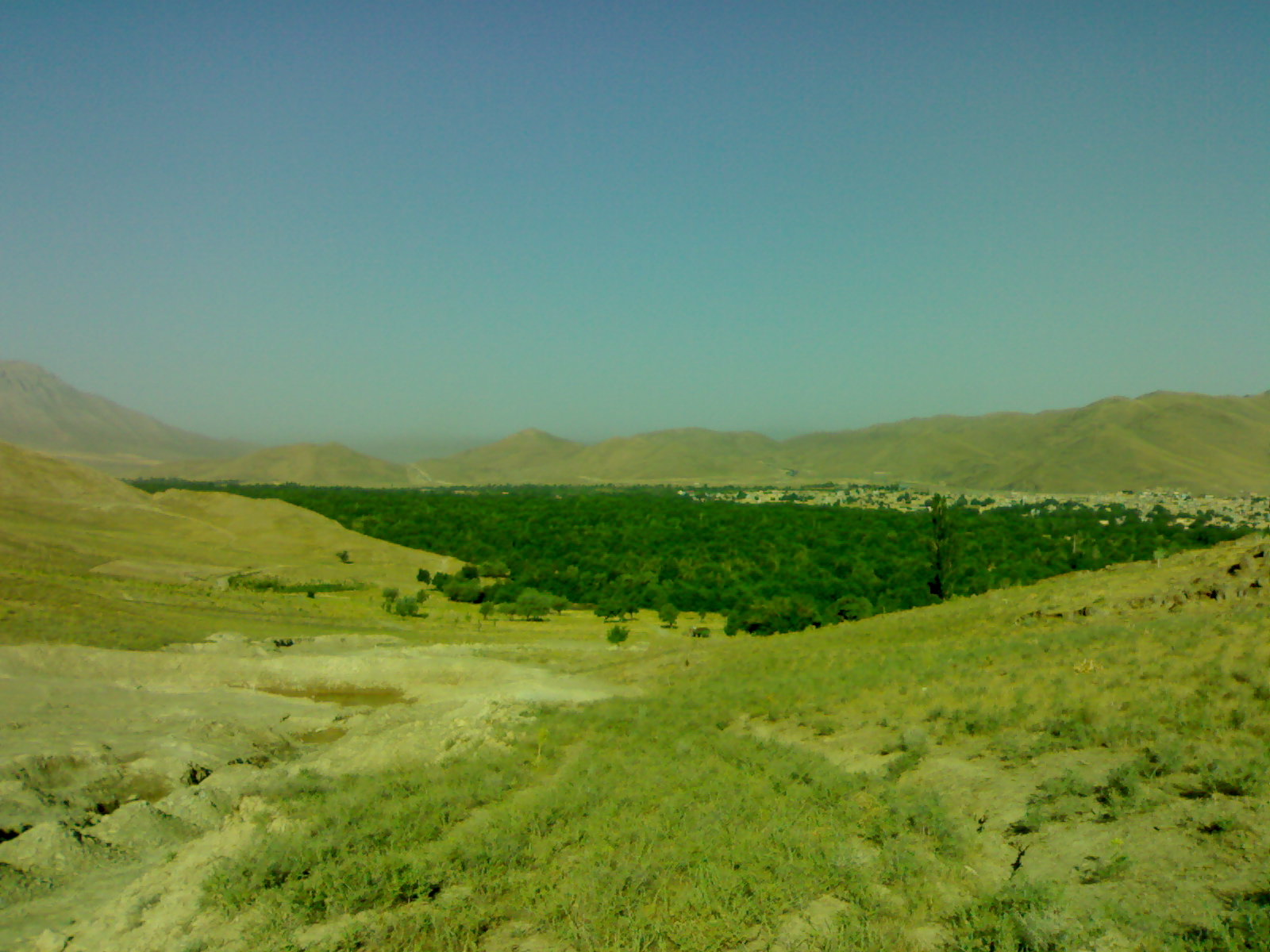
منطقه نمونه گردشگری تخت‌سادات
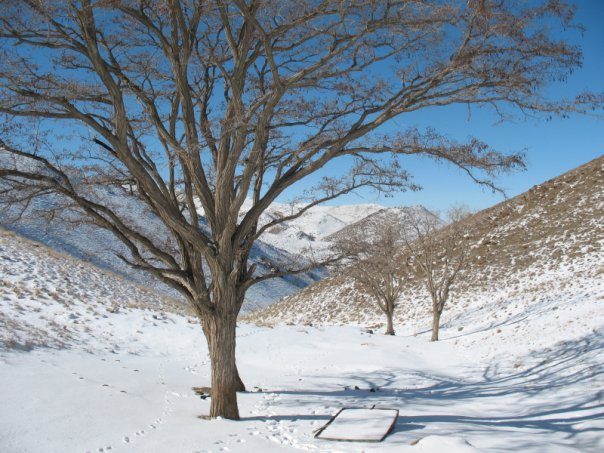
منطقه نمونه گردشگری گردو در زمستان
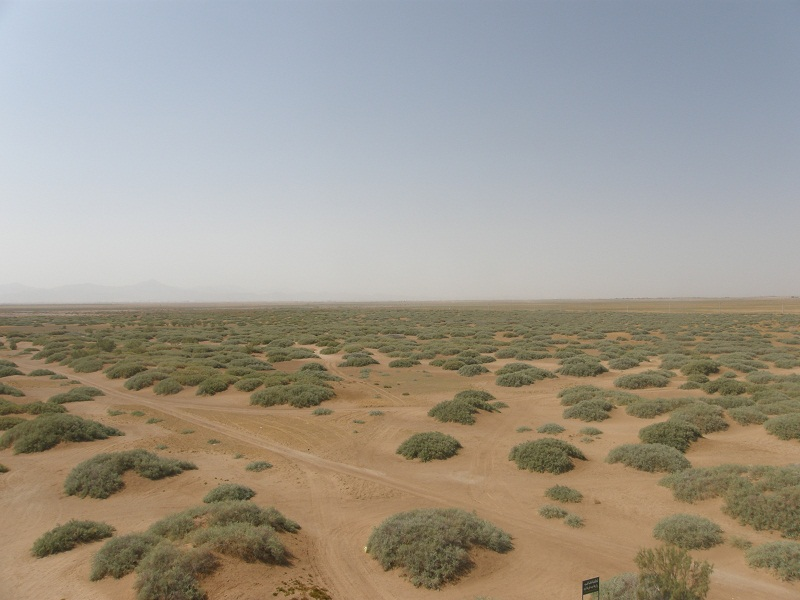
پوشش گیاهی قره‌داغ در کویر میقان
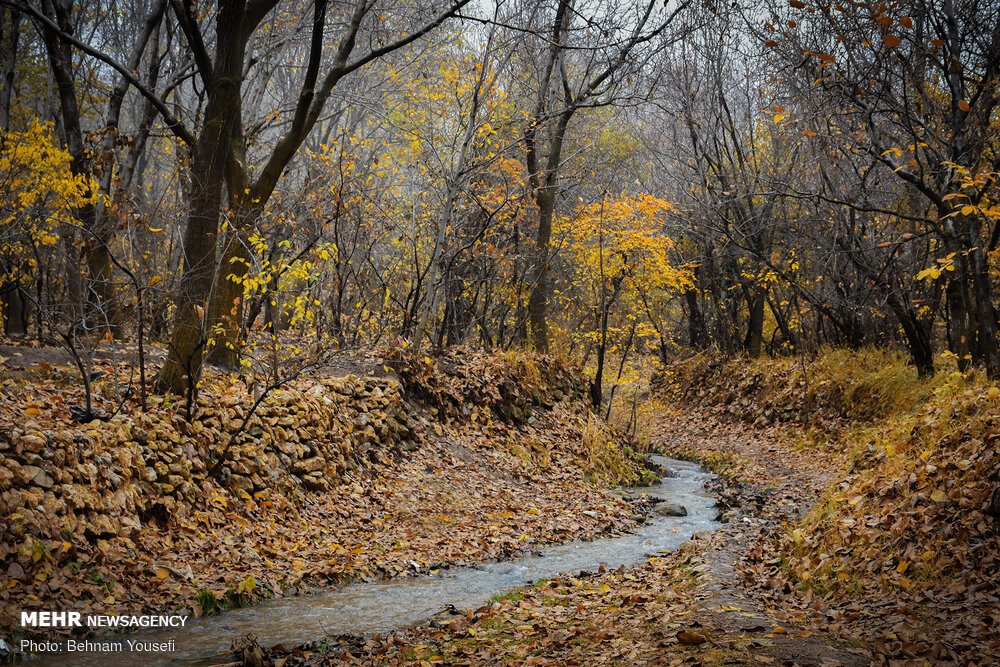
روستای «وفس» ، ماسوله استان مرکزی

### جاذبه‌های مذهبی

امامزاده محمد عابد

امامزاده محمدعابد (دوره صفویه)، امامزاده عبدالله و آمنه‌خاتون، مقبره آقا نورالدین عراقی و آرامستان قدیمی شهر  ازجمله بناهای مذهبی اراک هستند.
کلیسای مسروپ مقدس، یکی از دو کلیسای ارمنیان شهر اراک است که در دوره قاجار و توسط ارمنیان شهر ساخته شد.بقعه پیر مرادآباد که در روستای مرادآباد قرار دارد از بناهای دوره سلجوقی است.

### موزه‌ها
ازجمله موزه‌های شهر اراک می‌توان به موزه چهارفصل، موزه مفاخر، موزه سلطان‌آباد (هنرهای اسلامی)، موزه مردم‌شناسی، موزه صنایع‌دستی، موزه تنوع زیستی، موزه سنگ و گوهر و موزه آموزش و پرورش اشاره کرد. همچنین ساخت موزه بزرگ اراک و موزه دفاع مقدس نیز  درحال اجراست.

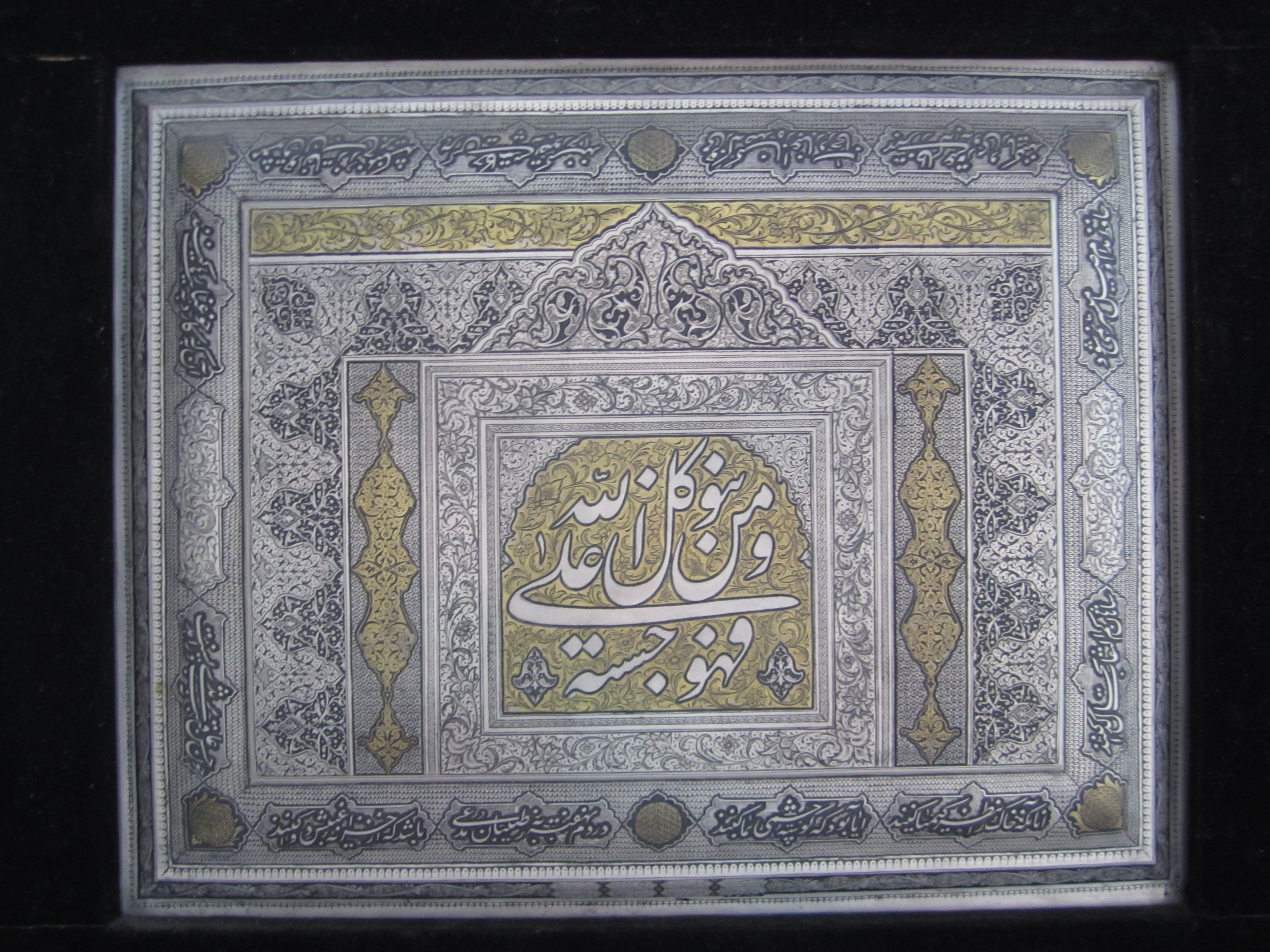
قلمزنی روی فلز (موزه صنایع‌دستی)
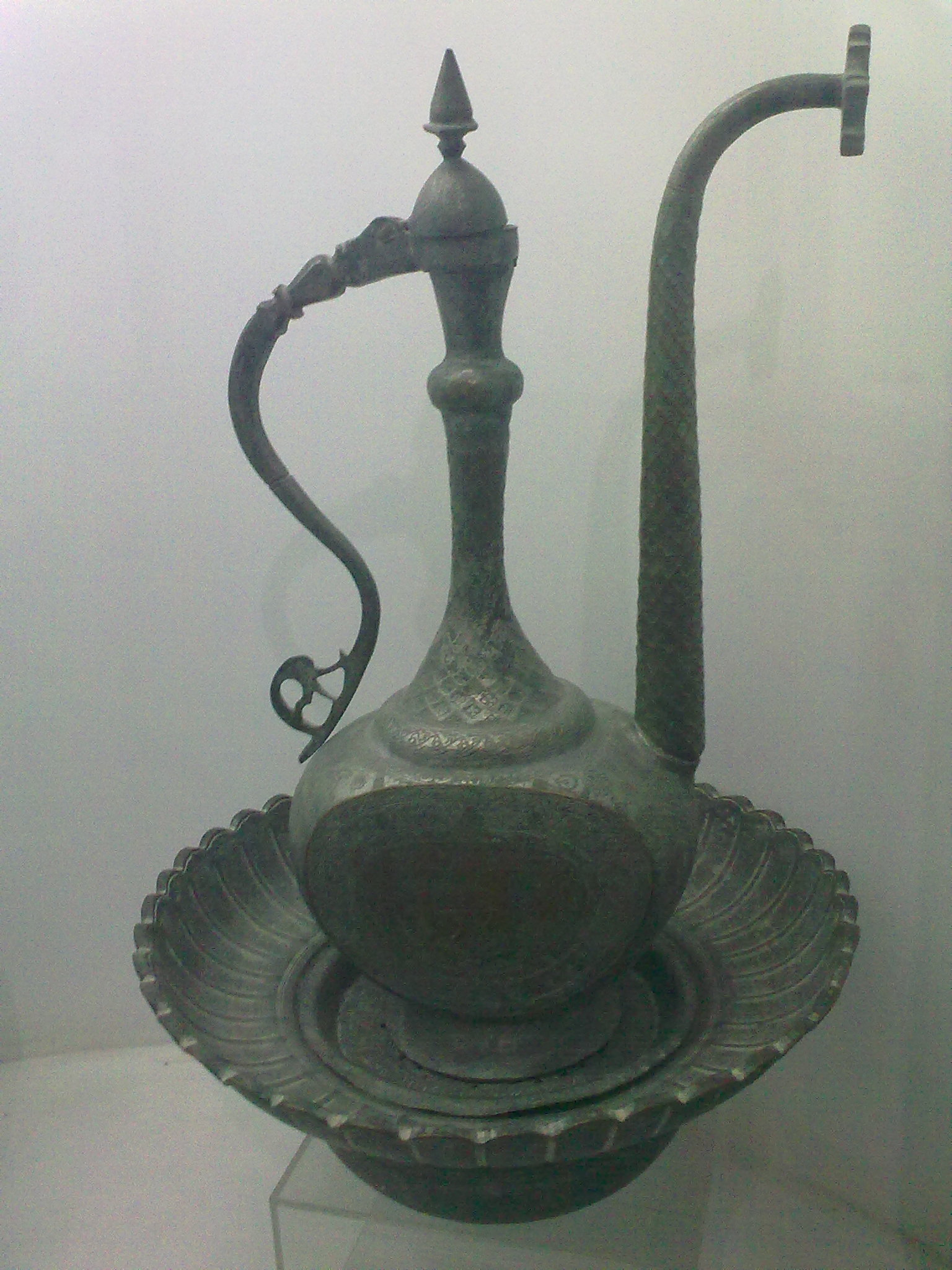
آفتابه و لگن قاجاری (موزه چهارفصل)
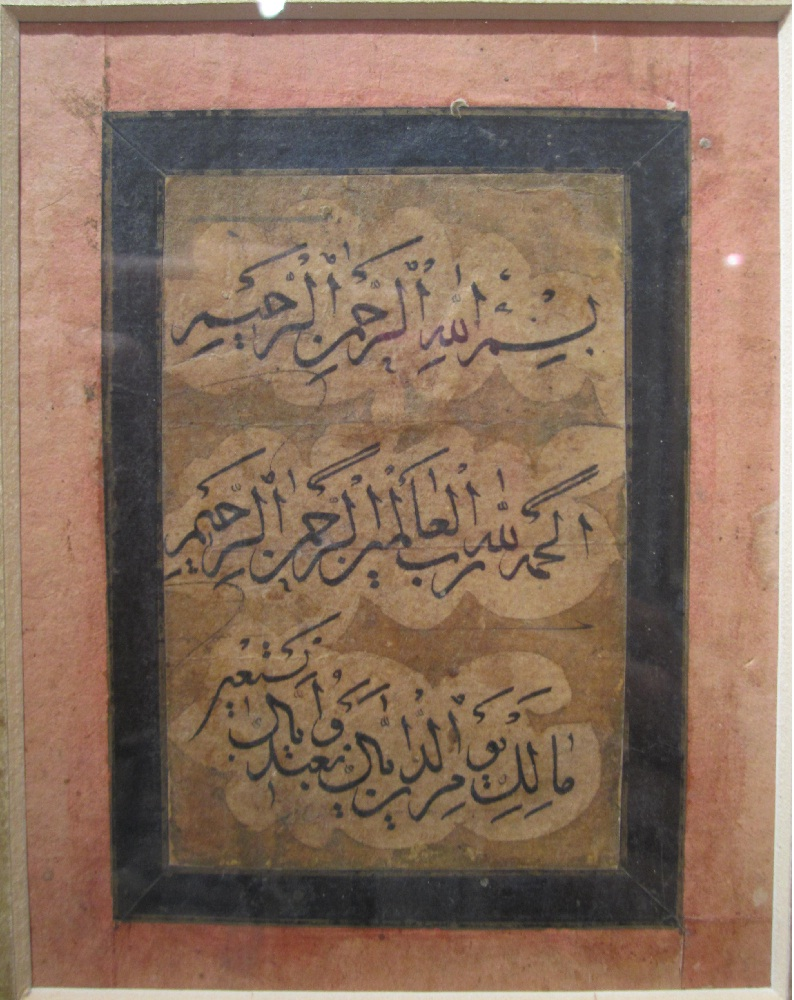
خوشنویسی مربوط به سده هفدهم قمری
(موزه سلطان‌آباد)

### صنایع‌دستی

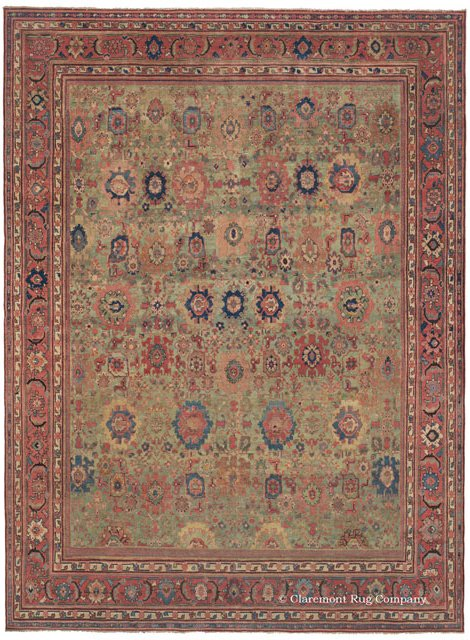
قالی سلطان‌آباد بافته شده در سده ۱۹ میلادی

از صنایع‌دستی شهر اراک می‌توان به دستباف‌های سنتی (قالی‌بافی، گلیم‌بافی، جاجیم‌بافی)، رودوزی‌های سنتی، آثار چوبی (منبت و کنده‌کاری روی چوب، معرق‌کاری، پیکرتراشی، خراطی، ساخت سازهای سنتی، مشبک و گره‌چینی چوب)، سفالگری، کتابت و نگارگری (طراحی سنتی، نقاشی ایرانی، گل و مرغ، تذهیب و تشعیر، خوش‌نویسی، کتیبه‌نویسی)، آثار فلزی (مسگری، قلم‌زنی، سفیدگری، چلنگری، مشبک فلز، ملیله طلا و نقره)، ساخت پاپوش سنتی (گیوه‌دوزی و گیوه‌بافی)، آرایه‌های معماری (گچ‌بری سنتی، آینه‌کاری...) و تراش سنگ‌های قیمتی و نیمه قیمتی اشاره کرد.

### قالی
صنعت قالی در این منطقه از گذشته رواج داشته و قالی فراهان، سربند و ساروق شهرت جهانی داشته‌اند. صنعت قالی‌بافی از آغاز بنیان گذاشتن این شهر توسط یوسف‌خان گرجی به عنوان عمده کالای صادراتی این شهر قرار گرفت. قالی در اراک به گفته سیسیل ادوارز زمانی از اهمیت و اعتبار و فراوانی برخوردار بود و رقیب قالی کرمان بود. از انواع قالی مشهور اراک می‌توان به قالی ساروق اراک اشاره نمود که از لحاظ استحکام و نقشه‌های منحصربه‌فرد و نوع خامه (پشم) استفاده شده، شهرت جهانی دارد. اراک به عنوان یکی از مهم‌ترین مراکز صدور فرش به اروپا تا سال ۱۳۱۹ خورشیدی باقی‌ماند.

### هتل‌ها و مراکز اقامتی
ازجمله هتل‌های شهر می‌توان به هتل امیرکبیر (پنج ستاره)، هتل زاگرس (چهار ستاره)، هتل پیام (سه ستاره) و هتل معلم (سه ستاره) اشاره کرد.

نمای هتل امیرکبیر در شب

### ره‌آوردها
ازجمله سوغات اراک می‌توان به قالی، فتیر، ترخینه، باسلوق، کشمش سبز، صابون محلی، انگور، شیره انگور و گوش فیل اشاره کرد.

### غذاهای محلی
ازجمله غذاهای محلی شهر می‌توان به ته‌تالی، آبگوشت کشک، آبگوشت دوغ‌دار (دوگوله دودار)، آش جودوغ، آش خیار، پتله پلو، آش بی‌بی ‌سه‌شنبه، آش مصطفی، شفته و اِشکِنه اشاره کرد.

آبگوشت کشک
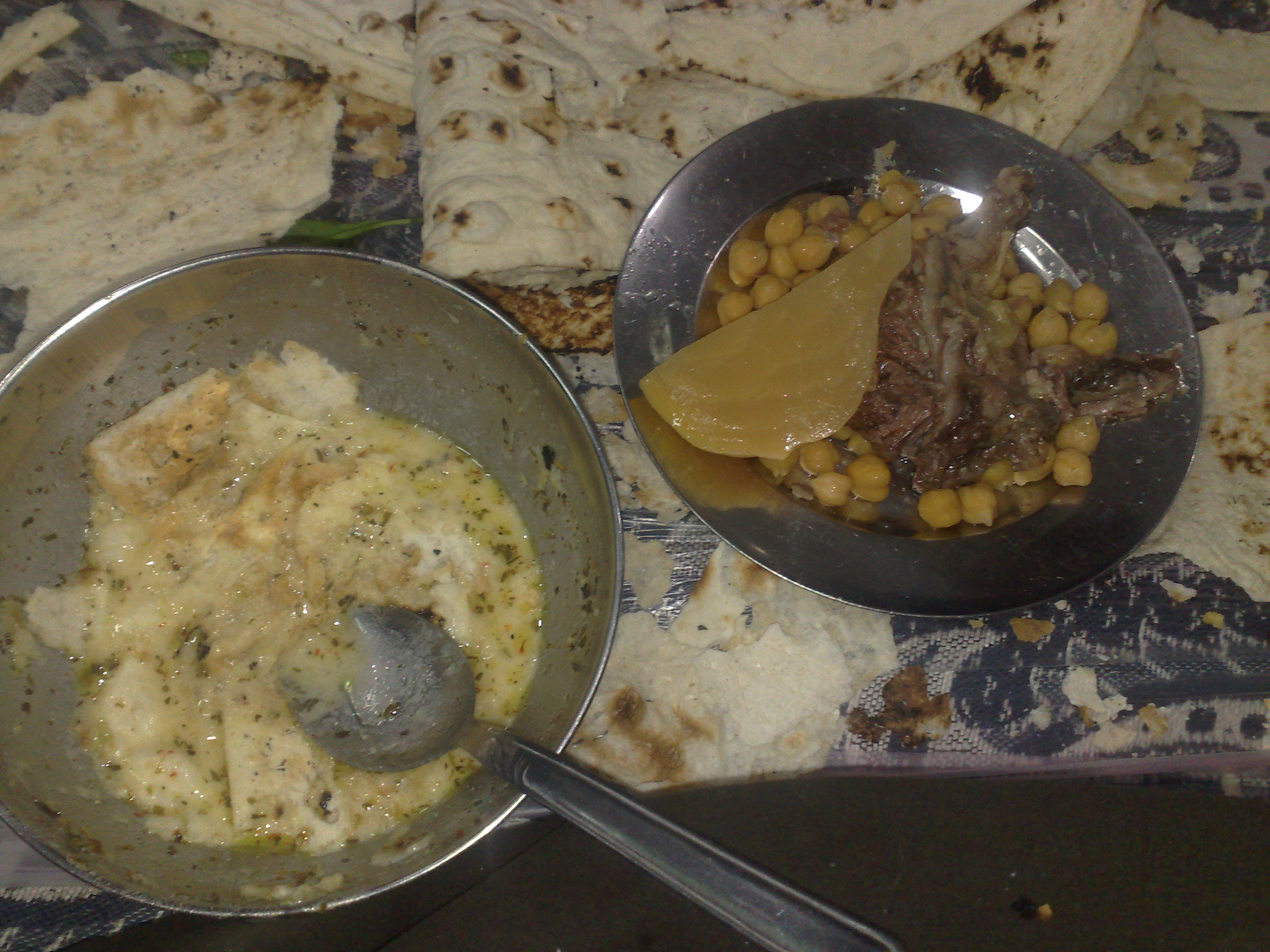
آبگوشت دوغ‌دار (دوگوله دودار)
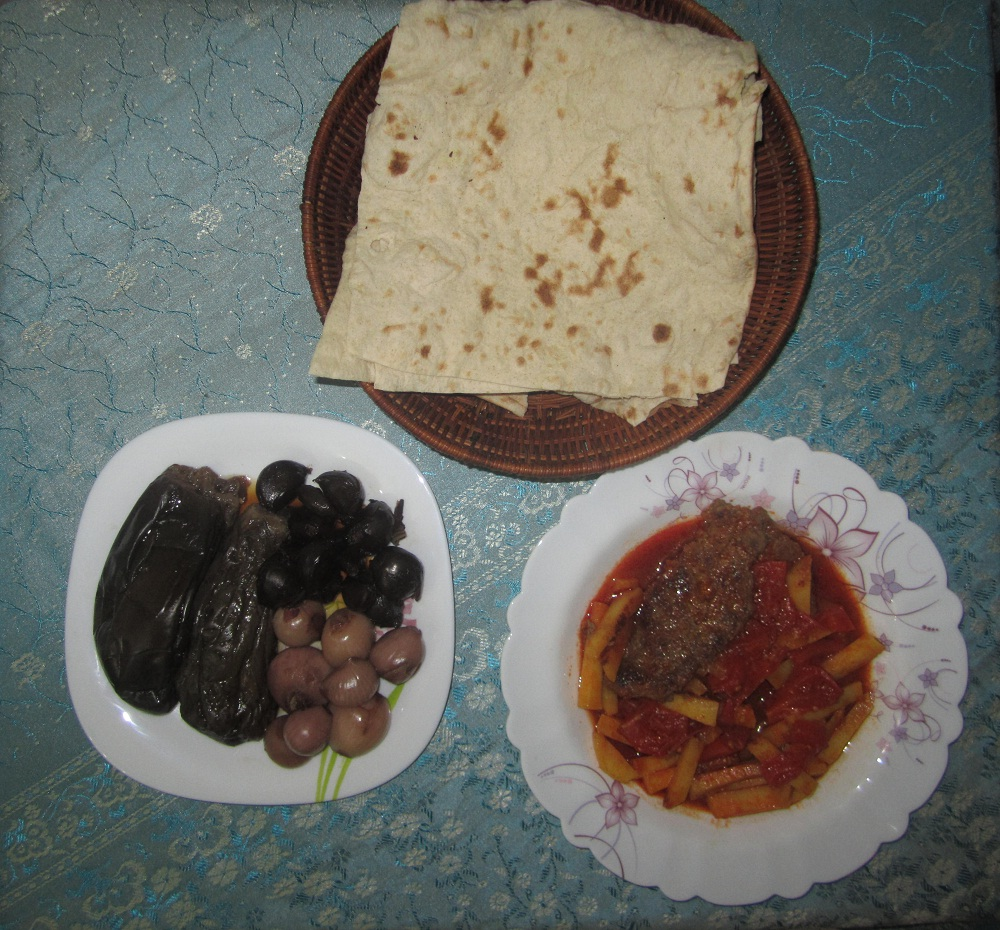
تَه‌تالی
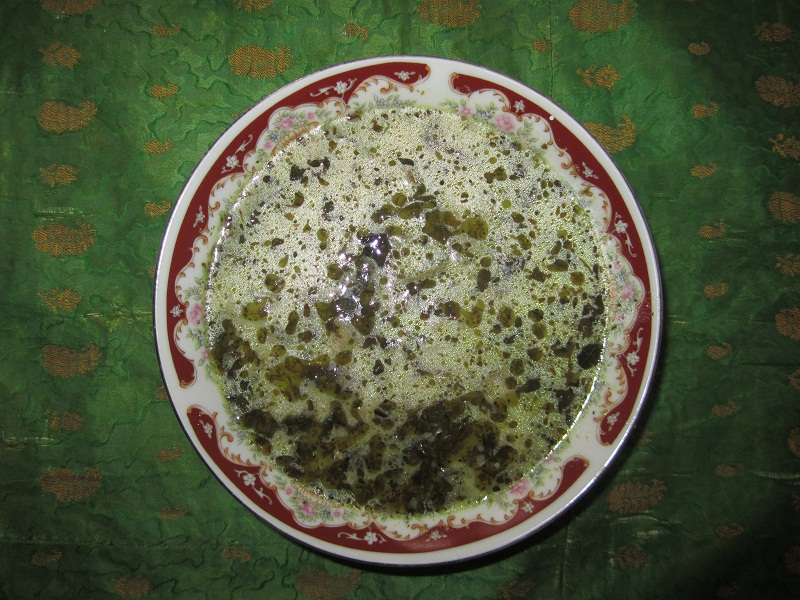
آش جودوغ
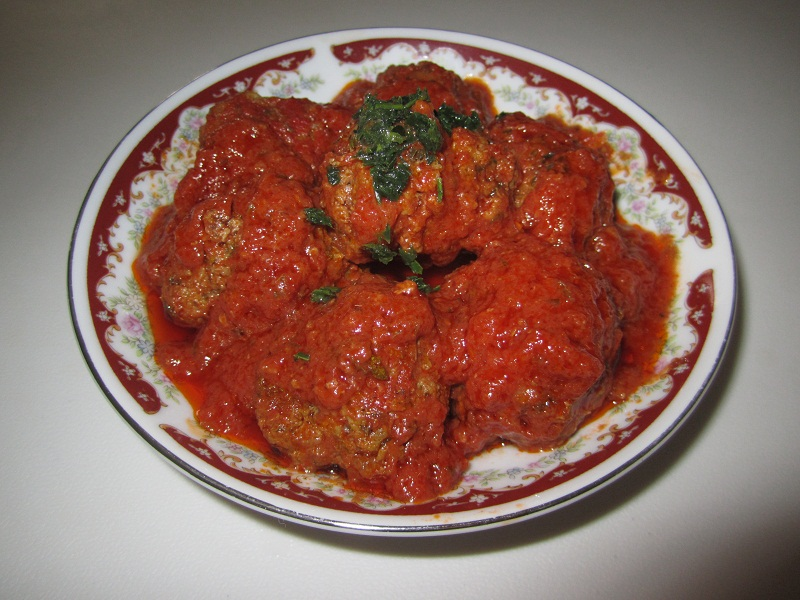
شِفته

## ترابری

### مسیرهای ارتباطی

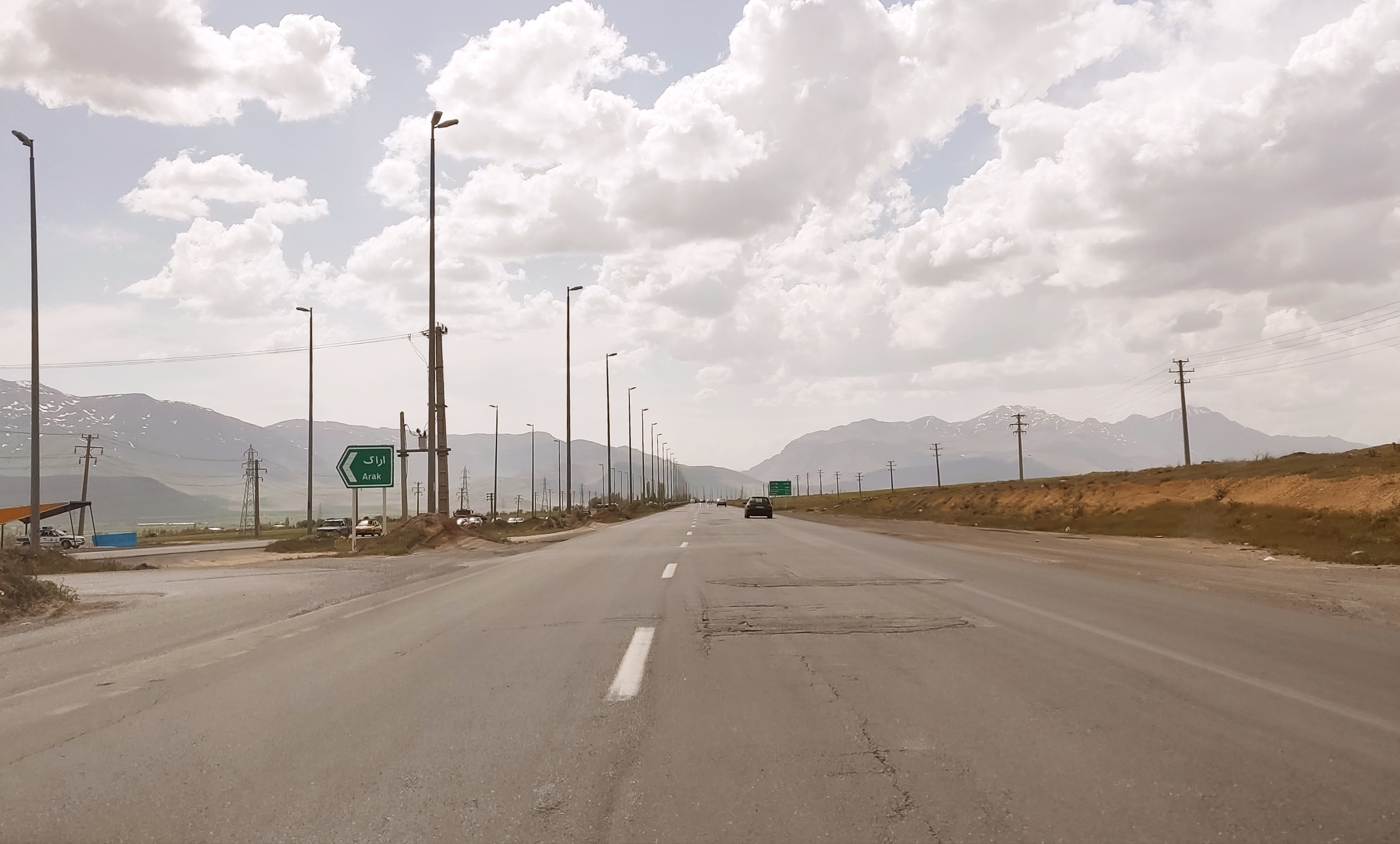
جاده ۵۶ ایران که اراک را به غرب ایران متصل می‌کند

به‌دلیل قرارگرفتن شهر اراک میان دریای خزر و خلیج فارس و همچنین قرارگرفتن آن در میان مسیرهای ترانزیتی غرب و جنوب، این شهر یکی از شاهراه‌های مهم کشور می‌باشد. مهم‌ترین مسیری که از شهر اراک عبور می‌کند، مسیر بین‌المللی و ترانزیتی آزادراه ۵ (ایران) می‌باشد. اما اکنون ادامه مسیر این آزادراه از شهر قم تا اراک به صورت بزرگراه است. ساخت آزادراه اراک - سلفچگان - قم با ارتقای بزرگراه اراک - قم در دستور کار وزارت راه و شهرسازی قرار گرفته است. همچنین آزادراه اراک - خرم‌آباد نیز یکی از طرح‌های دردست اجرای وزارت راه و شهرسازی است که در راستای تکمیل آزادراه شماره ۵ اجرا خواهدشد. طول این آزادراه ۱۵۰ کیلومتر خواهدبود.

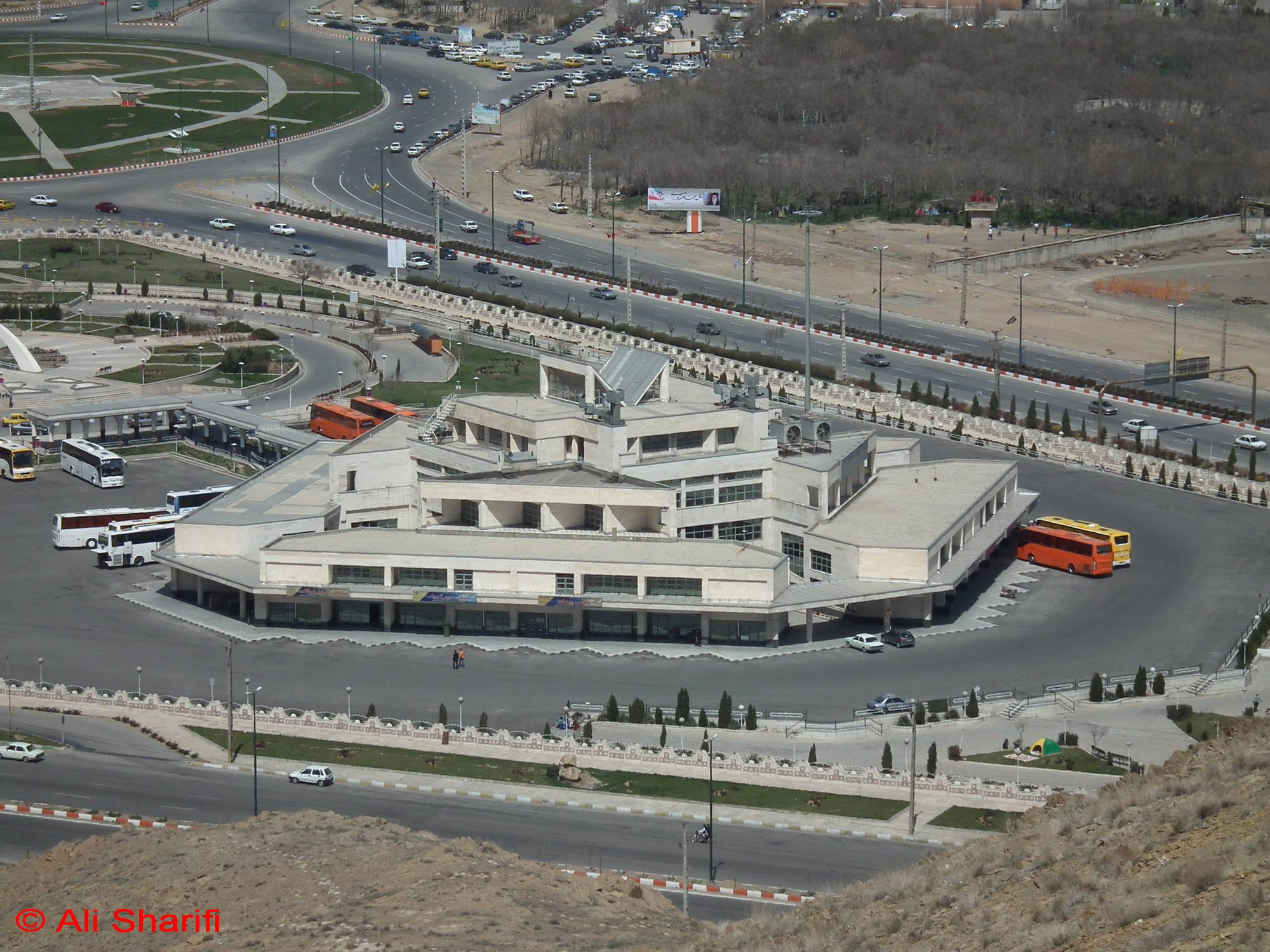
پایانه مسافربری اراک

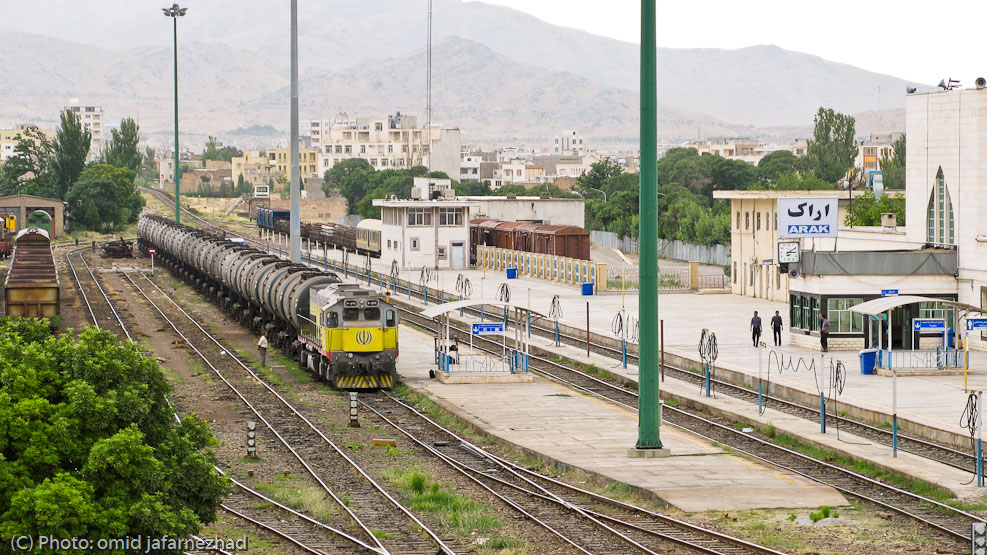
ایستگاه راه‌آهن اراک

فاصله‌ی شهر اراک با برخی از مناطق پر رفت‌وآمد:
| شهر مقصد | فاصله(KM) | زمان تقریبی سفر    |
| -------- | --------- | ------------------ |
| تهران    | ۲۹۳       | ۳ ساعت             |
| قم       | ۱۳۴       | ۱:۳۰ ساعت          |
| خرم‌آباد  | ۲۰۶       | ۲:۳۰ ساعت          |
| اهواز    | ۵۸۱       | ۷ ساعت             |
| اصفهان   | ۲۸۸       | ۴ ساعت             |
| کرمانشاه | ۳۶۵       | ۴ ساعت             |
| سنندج    | ۳۴۰       | ۶ ساعت             |
| شیراز    | ۷۷۳       | ۱۰ ساعت            |
| همدان    | ۱۷۶       | ۲ ساعت             |
| ملایر    | ۱۰۴       | ۱:۲۰ ساعت          |
| بروجرد   | ۱۰۰       | ۱:۱۵ ساعت          |
| کرمان    | ۹۷۰       | ۱۰ ساعت و ۵۰ دقیقه |
| مشهد     | ۱۱۰۰      | ۱۳ ساعت و ۳۰ دقیقه |
| بابل     | ۵۰۰       | ۶ ساعت و ۵۰ دقیقه  |
| رشت      | ۵۰۰       | ۶ ساعت و ۲۰ دقیقه  |
| تبریز    | ۸۲۵       | ۹ ساعت             |
| ارومیه   | ۷۵۰       | ۱۰ ساعت            |
| یزد      | ۶۲۵       | ۷ ساعت و ۳۰ دقیقه  |

### فرودگاه
اراک دارای یک فرودگاه بین‌المللی است که یکی از نخستین فرودگاه‌هایی است که در ایران تأسیس شده است. تاریخ تأسیس این فرودگاه به‌درستی معلوم نیست اما تاریخ رسمی گشایش آن به سال ۱۳۱۷ / ۱۹۳۸ بازمی‌گردد، گرچه گزارش‌هایی مبنی بر حضور هواپیما بسیار پیش‌تر از این تاریخ در اراک گزارش شده است. تا پیش‌از اجرا شدن پروژه تطویل باند، این فرودگاه تنها ویژه پروازهای داخلی و هواپیماهای متوسط، ترابری و نظامی بود و امکان نشستن هواپیماهای پهن‌پیکر در آن وجود نداشت. در سال ۱۳۹۲ خورشیدی با اجرای کامل طرح گسترش فرودگاه اراک در بخش بلندسازی، گسترش و مقاوم‌سازی باند، امکان‌پذیرش هواپیما تا رده ایرباس در فرودگاه اراک فراهم شد. اکنون این فرودگاه دارای پروازهای هفتگی به تهران، مشهد و عسلویه می‌باشد.

### راه‌آهن
اراک از دیرباز در مسیر راه‌آهن سراسری شمال به جنوب ایران قرار داشته و راه‌آهن نقش مهمی را در رونق همه‌جانبه شهر اراک داشته است. محدوده حفاظتی اداره کل راه‌آهن اراک از ایستگاه ساقه در استان قم آغاز شده و از یک سو تا ایستگاه مومن‌آباد در استان لرستان و از سوی دیگر تا ایستگاه کرمانشاه در استان کرمانشاه را تحت پوشش خود قرار داده است که البته قرار است به زودی اداره راه‌آهن مستقلی برای استان کرمانشاه تأسیس شود.
پروژه ساخت راه‌آهن غرب کشور نیز از اراک آغاز شد که شهرهای نهاوند و ملایر از استان همدان را به شبکه ریلی متصل می‌کند. ادامه این مسیر ریلی در استان کرمانشاه از شهرهای صحنه، کرمانشاه و اسلام‌آباد غرب عبور کرده و در مرز خسروی به کشور عراق وصل می‌شود. راه‌آهن اراک - ملایر به طول ۹۰ کیلومتر و هزینه‌ای بالغ بر یک هزار و ۲۵۰ میلیارد ریال در مهر سال ۱۳۹۰ خورشیدی افتتاح شد که بخشی از پروژه راه‌آهن غرب کشور به‌شمار می‌رود. همچنین راه‌آهن اراک - اصفهان از پروژه‌های دیگری است که عملیات مطالعه و احداث آن آغاز شده است. احداث قطار محلی اراک - مهاجران که در شورای مسکن استان مرکزی در فروردین سال ۱۳۹۰ خورشیدی تصویب گردید،  ازجمله مصوبات بخش ترابری ریلی اراک بوده است.

### راه‌آهن تندرو
پروژه ی راه‌آهن تندرو اراک-قم یکی از نخستین پروژه‌های راه‌آهن‌ قطار تندرو در ایران با سرعت عملیاتی ۳۰۰ کیلومتر بر ساعت بود که درحال حاضر متوقف شده است . مجری این راه‌آهن شرکت ساخت و توسعه زیربناهای حمل‌ونقل ایران است اما پیمانکار آن که نخست، شرکت ایتالیایی اف‌اس بود؛ قرار بود طول مسیر ۱۲۵ کیلومتری این راه را در مدت ۴ سال با سرمایه‌گذاری ۱٫۲ میلیارد یورویی بسازد اما پس از بازگشت تحریم‌ها، با انصراف این شرکت ایتالیایی از انجام کار، این پروژه به چینی‌ها واگذار شد که از محل اعتبارات خط اعتباری میان ایران و چین ساخته شود اما این شرکت نیز انصراف داد و پروژه تا امروز متوقف مانده است.

### پایانه مسافربری

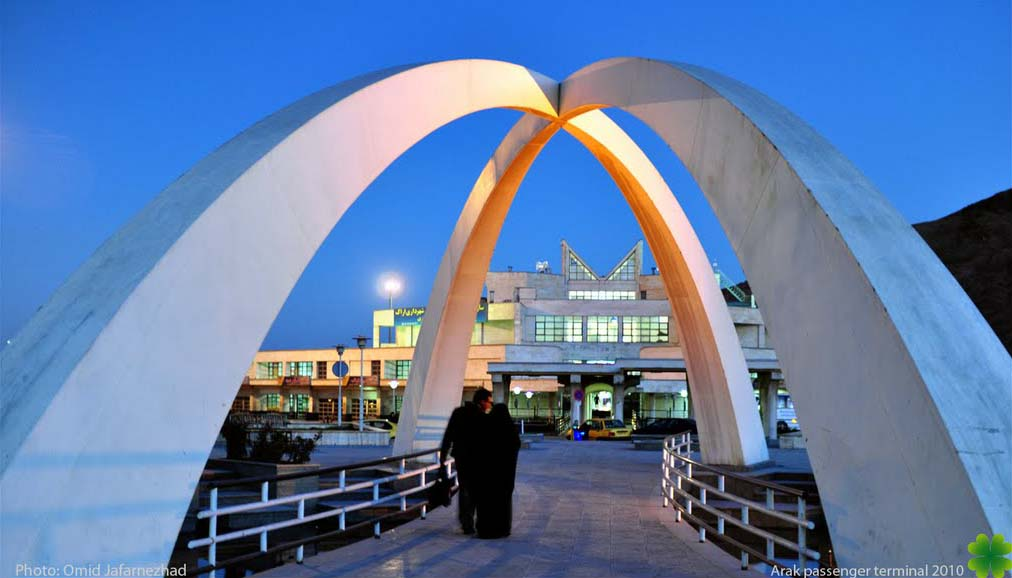
پایانه مسافربری مرکزی اراک

اراک دارای سه پایانه مسافربری درون استانی و برون استانی است:
- پایانه مرکزی: که در مجاورت هتل ۵ ستاره امیرکبیر قرار دارد.
- پایانه فراهان: که واقع در شمال شهر و در مجاورت میدان امیرکبیر است.
- پایانه غدیر: که واقع در جنوب غربی شهر و در مجاورت میدان بسیج است.

### تاکسی‌رانی
شهر اراک در سال ۱۳۹۱ خورشیدی دارای ۲٬۵۰۰ دستگاه تاکسی بوده است که از این میان ۲۴۱ دستگاه تاکسی موقت و شمار۷۴۰ دستگاه خودروهای آژانسی بوده‌اند. روزانه بالغ بر ۲۴۵هزار نفر سفر توسط ناوگان تاکسی‌رانی شهر اراک جابجا می‌شوند. علاوه بر این، شمار ۱۰۰ دستگاه تاکسی بی‌سیم ۱۳۳ در سطح شهر فعالیت دارند که روزانه شمار ۱٬۰۰۰ نفر را در سطح شهر جابجا می‌کنند.

### اتوبوس‌رانی
شرکت واحد اتوبوس‌رانی اراک و حومه که در سال ۱۳۷۰ خورشیدی تأسیس شد و دارای خطوط متعدد مسافربری در داخل و حومه شهر می‌باشد.
در سال ۱۳۹۲ خورشیدی شمار کل ناوگان اتوبوس‌رانی شهر اراک ۱۶۶ دستگاه بوده است ۴۵ خط مشغول به فعالیت هستند. از این شمار ۶۴ دستگاه اتوبوس گازسوز و ۱۰۲ دستگاه گازوئیلی هستند. در سه‌ماهه اول سال ۱۳۹۲، حدود ۱۳٬۳۰۰٬۰۵۹ مسافر درون‌شهری توسط اتوبوس‌رانی جابجا شده است. همچنین همه خطوط و ترابری مسافر در سازمان اتوبوس‌رانی شهر اراک به‌طور کامل به بخش خصوصی واگذار شده است.

### بزرگراه‌ها

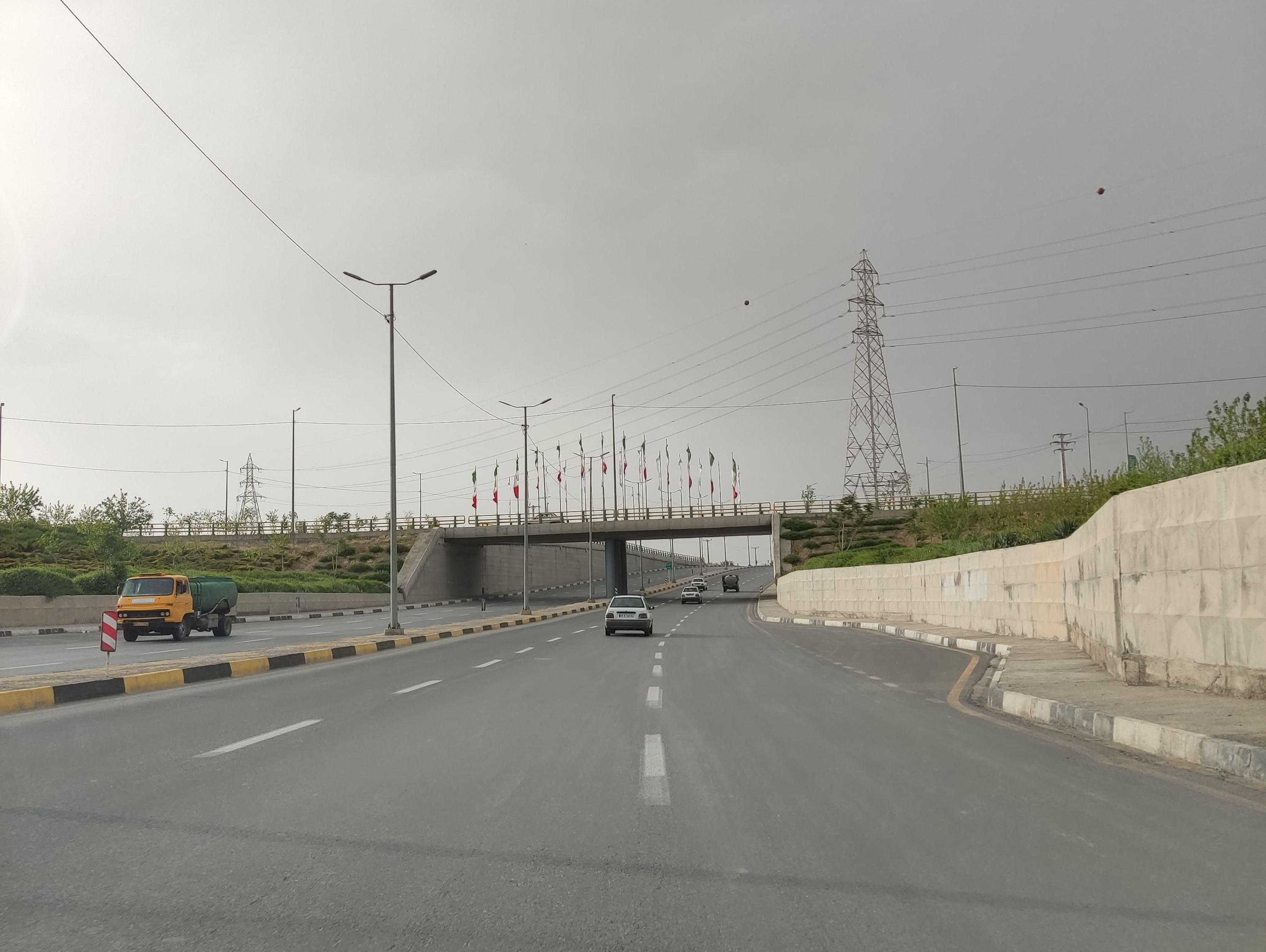
بزرگراه شمالی اراک (امام علی)

۱. بزرگراه شهید آنجفی به طول ۸ کیلومتر از تقاطع غیرهمسطح آزادگان در شرق شهر آغاز و تا بلوار امامزاده محمد عابد (جاده فرمهین) در شمال شهر به طول ۸ کیلومتر ادامه دارد. این بزرگراه ۶ تقاطع غیرهمسطح دارد.
۲. بزرگراه امام علی به طول ۲۳ کیلومتر از میدان امام خمینی به سمت شمال شهر آغاز و با دور زدن شهر اراک، در میدان بسیج در غرب پایان می‌یابد.
۳. بزرگراه خلیج فارس به طول ۱۹ کیلومتر از میدان امام خمینی آغاز و تا میدان بسیج امتداد دارد.
۴. بزرگراه کربلا به طول ۵ کیلومتر از میدان بسیج در غرب شهر آغاز و تا ابتدای جاده ملایر در جنوب غربی شهر امتداد دارد.

## آموزش

### آموزش و پرورش
نخستین مدرسه به سبک نوین در اراک را صمصام‌الملک بیات به نام مدرسه صمصامی و در سال ۱۳۲۱ قمری تأسیس کرد که سومین مدرسه نوین ایران بود. دومین مدرسه، منتصریه نام داشت که در سال ۱۳۲۵ قمری و به دست منتصرالدوله (حاکم وقت) تأسیس شد. سهام السلطان نیز سومین مدرسه شهر به نام سهامیه را بنیان نهاد. نخستین مدرسه دخترانه بنام شمس المخدرات در سال ۱۳۳۲ قمری افتتاح شد. در سال ۱۲۸۶ خورشیدی، ارامنه مقیم اراک مدرسه شرف ارامنه را تأسیس کردند.
شمار دانش آموزان در سال تحصیلی ۱۳۹۱–۱۳۹۲ خورشیدی برابر ۹۷٬۵۲۴ نفر بوده است که از این میزان ۴۹٬۲۳۷ نفر پسر و ۴۸٬۲۸۷ نفر دختر بودند. همچنین شمار ۶٬۱۴۲ نفر در قالب معلم و کارکنان بخش آموزش و پرورش در سطح شهر فعالیت می‌کنند.

### تاریخچه آموزش عالی
در مهرماه سال ۱۳۵۰ خورشیدی شماری از استادان دانشگاه تهران و دانش‌سرای عالی پیشین مقدمات تأسیس یک مؤسسه آموزش عالی خصوصی را به عنوان نخستین مرکز آموزش عالی در استان مرکزی با نام مدرسه عالی مرجان، در شهر اراک فراهم نمودند. مدرسه عالی مرجان ابتدا برای چهار رشته‌ی فیزیک، شیمی، زیست‌شناسی، و زبان و ادبیات فارسی شمار ۲۴۰ نفر دانشجو پذیرفت. این مؤسسه در اواخر سال ۱۳۵۱ خورشیدی با نام مدرسه عالی علوم اراک وابسته به دانشگاه تربیت معلم تهران و با مدیریت دولتی به فعالیت خود ادامه داد. در سال ۱۳۵۴ خورشیدی همه مؤسسات آموزش عالی که به صورت خصوصی اداره می‌شدند به دولت واگذار شدند. بدین ترتیب این دانشگاه، دولتی شد.

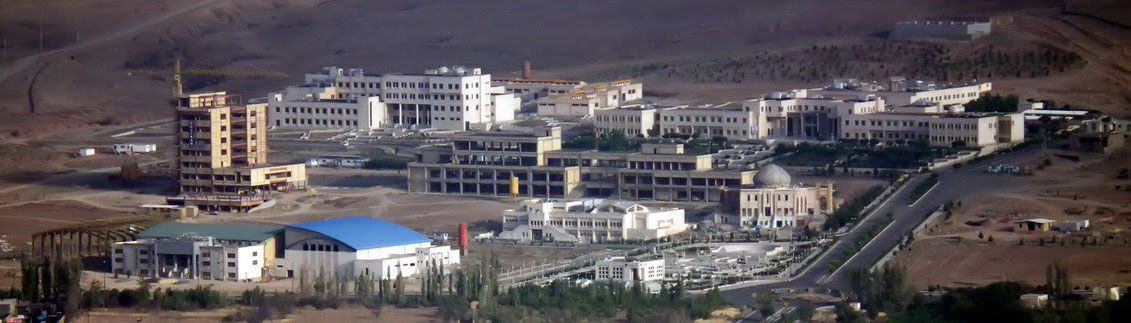
دانشگاه اراک، پردیس سردشت

### مراکز آموزش عالی
شهر اراک دارای ۲۵ واحد آموزش عالی شامل ۷ مرکز دولتی، یک واحد پیام نور، ۱۴ مرکز علمی کاربردی، ۲ واحد آزاد اسلامی و یک مرکز غیرانتفاعی است. شمار دانشجویان در سال ۱۳۹۰ خورشیدی در این شهر، ۵۰٬۸۱۰ نفر بوده است که ۲۶ درصد دانشجویان در دانشگاه‌های دولتی، ۱۵٫۵ درصد دانشجویان در دانشگاه پیام نور، ۱۲٫۸ درصد دانشجویان در مراکز دانشگاه علمی کاربردی، ۴۳٫۷ درصد دانشجویان در دانشگاه آزاد اسلامی و ۲ درصد دانشجویان در دانشگاه غیرانتفاعی تحصیل می‌کنند.
دانشگاه‌ها و مراکز آموزش عالی در اراک، این شهر را به یکی از قطب‌های دانشگاهی کشور تبدیل کرده است که از آن میان می‌توان به دانشگاه اراک، دانشگاه علوم پزشکی اراک، دانشگاه صنعتی اراک و دانشگاه آزاد اسلامی اراک اشاره کرد. دانشگاه اراک، به عنوان دانشگاه جامع و مادر استان مرکزی و سیاست‌گذار طرح آموزش عالی در استان مرکزی می‌باشد. پس از دانشگاه اراک، دانشگاه آزاد اسلامی واحد اراک با اجرای دو فاز شهرک دانشگاهی - تحقیقاتی، دارا بودن ۱۴۸ رشته تحصیلی در ۶ دانشکده و جذب بیش از ۲۲٬۰۰۰ دانشجو، بزرگ‌ترین شهرک دانشگاهی را در مرکز کشور در اختیار دارد. همچنین با پیگیری‌های نماینده وقت محلات و دلیجان در سال ۱۳۹۱ خورشیدی، ساخت دانشکده فنی مهندسی محلات، زیرنظر دانشگاه اراک آغاز شد.

### مدارس علوم دینی
نخستین مدرسه علوم دینی در اراک مدرسه سپهداری بود که توسط یوسف‌خان گرجی میان سال‌های ۱۲۲۷ تا ۱۲۳۱ قمری ساخته شد. پس از گذشت ۹۰ سال از احداث مدرسه سپهداری، میان سال‌های ۱۳۱۵ تا ۱۳۲۰ خورشیدی، مدرسه و مسجد حاج محمدابراهیم خوانساری در محله عباس‌آباد تأسیس گردید. سومین مدرسه علوم دینی در اراک نیز میان سال‌های ۱۳۱۸ تا۱۳۲۰ خورشیدی، مدرسه آقا ضیاءالدین به دست حاج حسین ملک‌التجار تبریزی ساخته شد. چون آقا ضیاالدین در مسجد این مدرسه امام جماعت بود، این مدرسه و مسجد به مدرسه و مسجد آقا ضیاالدین معروف شده است. پس از این سه مدرسه دینی،وپس از آن مدرسه علمیه المهدی(ع)تأسیس شد.پس  ازآن مدرسه دیگری به وجود نیامد.
در چند سال اخیر  ساخت بزرگ‌ترین حوزه علمیه غرب کشور خاتم الانبیا  تأسیس شد .

## رسانه‌ها

### سیما
صداوسیمای مرکز اراک در سال ۱۳۶۲ خورشیدی به عنوان یک دفتر خبری آغاز به کار کرد. در بهمن ۱۳۷۶ خورشیدی با افتتاح ساختمان سیما و بهره‌گیری از دو استودیوی تولید، پخش برنامه‌های تلویزیونی استان در روزهای جمعه به مدت ۵ ساعت آغاز شد. در سال ۱۳۸۲ شبکه استانی سیمای استان مرکزی (شبکه آفتاب) به عنوان بیستمین شبکه استانی ایران آغاز به کار کرد. این شبکه از سال ۱۳۹۰ خورشیدی روزانه ۱۵ ساعت برنامه پخش می‌کند.

### صدا
در آبان‌ماه سال ۱۳۶۵ خورشیدی فعالیت رسمی رادیو اراک، با نصب و بهره‌برداری از یک فرستنده رادیویی یک کیلووات، با پخش برنامه‌های خبری توسط واحد اطلاعات و اخبار آغاز شد. در سال ۱۳۷۹ خورشیدی با بهره‌برداری از شبکه صدای استان مرکزی با سه استودیوی تولید و پخش، روزانه ۱۸ ساعت برنامه تهیه و پخش شد که این برنامه‌ها با یک فرستنده صد کیلووات در تمام مناطق استان مرکزی و قسمتی از استان‌های هم‌جوار قابل دریافت بود.
با توجه به ظرفیت‌های صنعتی و دانشگاهی استان مرکزی، تصمیم‌گیری و اقدامات اولیه در خصوص راه‌اندازی دو رادیوی تخصصی با موضوع صدای صنعت و صدای دانشجو یا فرهنگ در سال ۱۳۹۱ خورشیدی صورت گرفت و اعتبار لازم برای تأسیس آن نیز از محل اعتبارات دور سوم سفر ریاست جمهور وقت، محمود احمدی‌نژاد، پیش‌بینی شد.

### نشریه‌ها
تاریخچه تهیه و توزیع نشریه‌ها در اراک به سال ۱۲۸۶ خورشیدی بازمی‌گردد. در این سال نخستین روزنامه شهر بنام «اتفاق» توسط میرزا حبیب‌الله‌خان طاهری عکاس‌باشی منتشر شد که درست یک سال پس از صدور فرمان مشروطه بود. پس از آن روزنامه «رنجبر» با چاپ سنگی در سال ۱۲۸۹ خورشیدی توسط شیخ علی نخستین که از مشروطه‌خواهان بود انتشار یافت. در سال ۱۳۱۰ خورشیدی روزنامه «مفتش ایران» به مدیریت آقای مکی انتشار یافت.
در بیشتر موارد نشریه‌های چاپ شده در شهر در یک محدوده تاریخی (از سال ۱۲۸۶ تا ۱۳۳۰ خورشیدی) به عنوان ارگان یک جریان یا حزب سیاسی منتشر گردیده بودند. به عنوان مثال نشریه‌های وابسته به روشنفکران دموکرات مقارن با انقلاب مشروطه و پس از آن نشریه‌های ملی‌گرا و چپ‌گرا در دوران نهضت ملی‌شدن صنعت نفت می‌توان اشاره کرد.
در سال ۱۳۹۲ خورشیدی در اراک و استان مرکزی ۲ روزنامه، ۱۱ هفته‌نامه و ۷ ماه‌نامه چاپ و منتشر شده است که روزنامه سرچشمه، روزنامه نوید، هفته‌نامه‌های سماع قلم، عطر یاس، شهاب، لاله سرخ، راوی، شمس، نامه امیر، مجنون، آرمان جوان، چشم براه، گل یاس و ماهنامه‌های عهد جاوید، وهم سبز، بصیرت، راه دانش و صحیفه پاکدلان  ازجمله آن‌ها هستند.

## ورزش

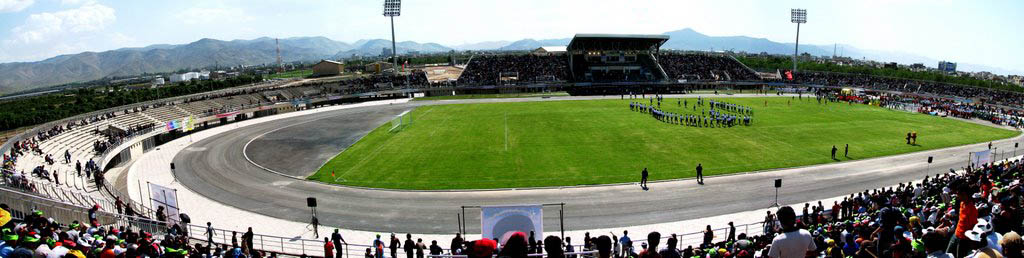
استادیوم فوتبال ۱۵ هزار نفری امام خمینی

در سال‌های گذشته شهرداری اراک با حمایت از چهار رشته ورزشی توانست مقام چهارمی رشته فوتبال در لیگ دسته یک، مقام سومی رشته هاکی در بخش آقایان و مقام دومی در بخش بانوان در لیگ برتر و دسته یک و مقام قهرمانی رشته ووشو در لیگ دسته یک را کسب کند.
تیم فوتبال آلومینیوم اراک  ازجمله تیم‌های فوتبال است که در لیگ برتر فوتبال ایران بازی می‌کند. همچنین تیم والیبال شهروند اراک و تیم بسکتبال نبوغ اراک نیز در لیگ برتر والیبال و بسکتبال حضور دارند.

### امکانات ورزشی
اراک دارای ۱۰۳ باشگاه ورزشی روباز و سرپوشیده شامل سالن‌های آمادگی جسمانی، بدمینتون، پیتلاس، بدنسازی، بوکس، پینگ‌پنگ، تکواندو، تنیس روی میز، تیراندازی، جودو، ورزش‌های رزمی، ژیمناستیک، شطرنج، فوتسال، کاراته، کشتی، والیبال، وزنه‌برداری و ووشو، میدان‌های تنیس، فوتبال، والیبال و هندبال، زمین‌های اسکیت و تیراندازی با کمان و پیست دو و میدانی، پیست موتورسواری، چمنهای طبیعی و مصنوعی و استخر شنا است.
در شهر اراک شمار ۵ ورزشگاه به نام‌های ورزشگاه ۱۵ هزار نفری امام‌خمینی، ورزشگاه شهدای پنجم مرداد، استادیوم آذرآب (شهر صنعتی)، مجموعه ورزشی ماشین‌سازی و ورزشگاه ۲۲ بهمن وجود دارد. همچنین دهکده المپیک در زمینی به مساحت ۳۰۰ هکتار  درحال ساخت است. این مجموعه شامل پیست دوچرخه‌سواری، سالن سرپوشیده دو و میدانی، استخر سرپوشیده و سالن شش هزار نفری خواهد بود.

## شهرهای خواهرخوانده
اراک با چهار شهر جهان خواهرخوانده است:
| سال (میلادی) | کشور     | شهر خواهرخوانده |
| ------------ | -------- | --------------- |
| ۲۰۰۷         | صربستان  | نووی ساد        |
| ۲۰۰۸         | قزاقستان | قراغندی         |
| ۲۰۱۱         | گرجستان  | تفلیس           |
| ۲۰۱۳         | گرجستان  | باتومی          |